# Palais Farnèse
Pour les articles homonymes, voir Palais Farnèse (homonymie).
Ne doit pas être confondu avec Villa Farnesina ou Palazzo della Farnesina.
Le palais Farnèse (en italien : Palazzo Farnese prononcé : [paˈlattso farˈneːze]) est un palais de la Haute Renaissance à Rome, situé à Regole, sur la place Farnèse. Il est l'un des édifices les plus importants de la Renaissance italienne. Il porte le nom de la maison Farnèse : son commanditaire, le cardinal Alexandre Farnèse, futur pape Paul III, manifeste ses prétentions dynastiques de pouvoir à travers la construction de l'un des plus grands palais de Rome. Les architectes les plus importants de l'époque participent à sa conception et à son exécution : Antonio da Sangallo le Jeune, Michel-Ange, Jacopo Barozzi da Vignola et Giacomo della Porta. La période de construction s'est étendue sur environ 75 ans.
Les artistes Daniele da Volterra, Francesco Salviati, les frères Taddeo et Federico Zuccari, Guglielmo Della Porta, et d'autres, ont créé la précieuse décoration intérieure. Les fresques de la galerie Farnèse, cycle de fresques des deux artistes bolognais Agostino et Annibale Carracci, marque la fin du XVIe siècle et la transition vers une nouvelle phase historique de l'art, le début du baroque italien. La renommée est venue de la Collection Farnèse, riche et fastueuse, que plusieurs générations de la famille ont amassées. Des parties de celle-ci sont maintenant dans la collection de sculptures du musée archéologique national de Naples et de la collection de peintures du musée de Capodimonte, également à Naples.
Depuis 1874, il est le siège de l'ambassade de France en Italie et depuis 1875, également celui  de l'École française de Rome.

## Emplacement
Le palais Farnèse est situé dans la vieille ville historique du rione VII de Regola, près du Campo de' Fiori. Il s'étend sur tout un carré de rues, délimité au nord-ouest par la Via dei Farnesi et au sud-est par la Via del Mascherone, toutes deux ajustées ou agrandies lors de la construction. La façade principale fait face à la place Farnèse, qui fait partie du concept global du palais et souligne son effet monumental et représentatif. Le palais s'étend dans une direction sud-ouest jusqu'à la via Giulia, la route de liaison construite sous le pape Jules II vers 1508 entre le Palazzo dei Tribunali jamais achevé et le Vatican.

## Histoire de la construction

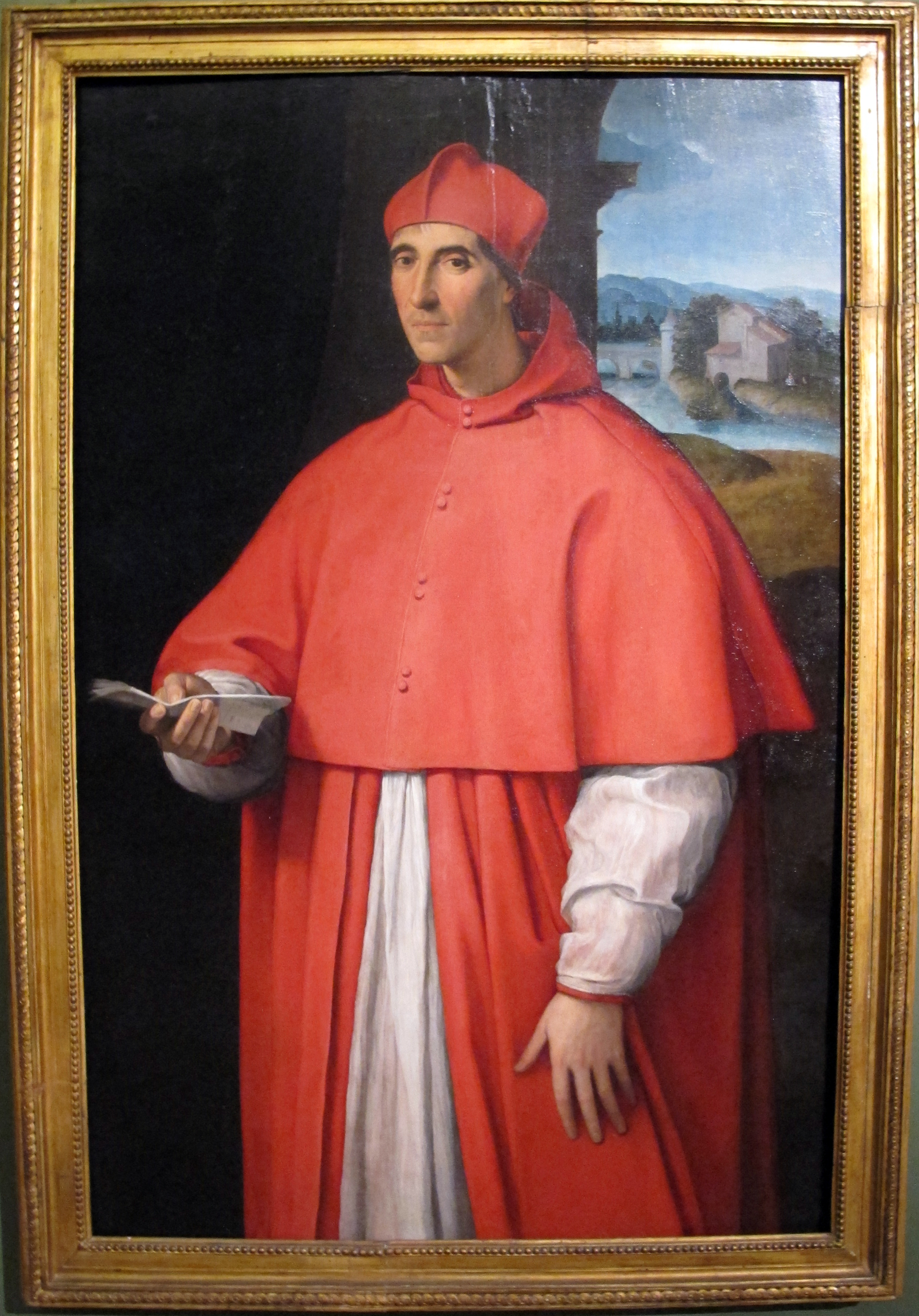
Raphaël, Cardinal Alessandro Farnèse (pape Paul III).

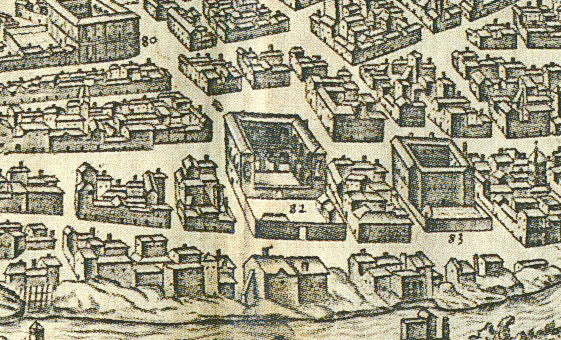
Hugues Pinard, détail du plan de Rome avec le palais toujours sans façade arrière (1555)

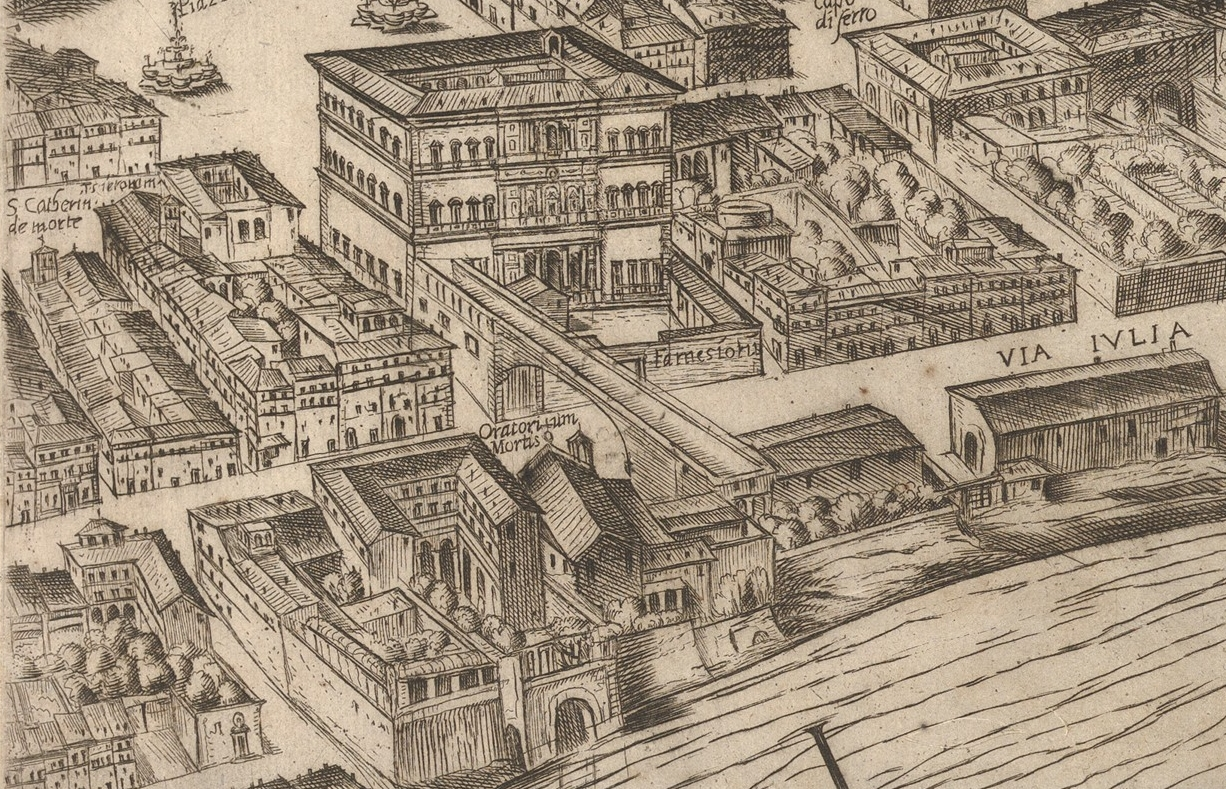
Vue du quartier en 1593.

Alexandre Farnèse, d'une famille de petite noblesse féodale, de la région d’Orvieto, au nord du Latium et vassale de l'Église romaine, s’est illustré dans la défense des intérêts des papes ; il est nommé cardinal diacre en 1493 à l'âge de 25 ans en raison de la relation étroite de sa sœur Giulia avec le pape Alexandre VI. Il n'a pas de résidence propre à Rome et loue donc une chambre dans l'ancienne résidence du cardinal valencien Pedro Ferris. En 1495, il acquiert le Palazzo Ferriz pour 5 500 ducats des Augustins du monastère de l'église Santa Maria del Popolo, qui avaient hérité le palais en 1478. Alexandre vit au Palazzo Ferriz, déjà appelé Palazzo dei Farnesi par ses contemporains, jusqu'au début de la construction du nouveau palais (1517). Le Palazzo Ferriz, avec sa façade donnant sur la Via della Regola et un grand jardin côté Tibre, était situé sur l'une des deux principales artères de circulation de la partie ouest du Campo Marzio, une zone de transit stratégiquement importante pour les pèlerins et les processions à la Renaissance et aussi au centre de la vie urbaine, alors en pleine rénovation.
En tant que cardinal curial puissant, il entretient d'excellentes relations avec les papes suivants Jules II et son ami Léon X, ce qui lui vaut un certain nombre d'autres diocèses lucratifs et des bénéfices ecclésiastiques. Après l'élection du pape Léon X Médicis, son compagnon d’études, les conditions économiques du cardinal Farnèse s'améliorent sensiblement. Cela lui permet d'acquérir des bâtiments et des terrains environnants afin de faire construire un palais représentatif pour lui et sa famille, en particulier pour ses deux fils Pierre-Louis et Ranuccio.
Une résidence rectangulaire de style florentin était prévue à l'origine, comme celles que d'autres familles nobles romaines et cardinaux avaient déjà construit à Rome. En 1515, il charge l'architecte florentin Antonio da Sangallo le Jeune âgé de 34 ans, élève de Bramante et de Raphaël et maître d'œuvre de la basilique Saint-Pierre, de reconstruire le palais. Celui-ci prépare un premier projet, mais c'est seulement après l'acquisition de bâtiments et de terrains adjacents qu'il peut établir un plan adéquat. Vers 1517, les travaux commencent, le Palazzo Ferriz est démoli. Dès 1518, les bossages du portail et la colonnade du vestibule sur le fond de la construction précédente où la famille continue d'habiter sont déjà visibles.
En 1534, lorsqu'Alexandre Farnèse, âgé de 66 ans, est élu pape sous le nom de Paul III, la construction est bien avancée même si, écrit l’architecte Giorgio Vasari, 

« Ce n'était pas tant au début que l'on pouvait admirer sa perfection, mais après que le cardinal fut nommé pape, car Antonio da Sangallo changea tous ses plans, devant faire un palais non plus pour un cardinal, mais pour un pape. »

Il fait alors modifier les plans du bâtiment afin de répondre à ses nouvelles exigences représentatives et mettre en scène la prétention au pouvoir de sa famille. Le plan original est étendu par Sangallo à un système à quatre ailes. Cela affecte à la fois l'extérieur et le cortile, qui est agrandi de trois à cinq arcades, ce qui équivaut à un nouveau bâtiment,. Le pape conduit l'édification du palais comme une question d'État et prend personnellement des décisions importantes concernant sa construction. Son fils Pierre-Louis signe le 29 mars 1541 le contrat avec les maîtres maçons, ce qui signifie que Sangallo a déjà terminé ses nouveaux plans.
La structure finale est conçue par Sangallo comme un extérieur autonome de trois étages ressemblant à une forteresse avec un atrium et un péristyle, basé sur des modèles anciens, selon la description de Vitruve de la maison romaine,. Les modèles de ce type de palais, mais à une échelle beaucoup plus petite, se trouvent à Florence, comme le palais Strozzi ou le palais Pandolfini. Le côté sud-ouest du bâtiment fait face au Tibre, tandis que la façade principale orientée au nord-est domine la place Farnèse. Un grand parvis, l'actuelle place Farnèse, avec une rue de liaison avec le Campo de' Fiori, est prévu dès le départ. Les bâtiments faisant face à la façade, sur l'ancienne Via della Regola, dont un appartenant à Sigismondo Chigi, sont achetés et démolis. La façade principale, les étages à arcades et les étages inférieurs du cortile, ainsi que le vestibule à trois nefs, sont essentiellement l'œuvre de Sangallo.
Lorsque Sangallo meurt en 1546, les murs extérieurs sont presque terminés. Bien que les dépenses engagées par le pape soient déjà fort importantes, la construction du palais est loin d'être terminée. Un rapport sur l'avancement de la construction en 1547 à Pierre-Louis Farnèse indique que la façade jusqu'aux rangées supérieures de fenêtres, à l'exception de la corniche, est complète et que la majorité des pièces sont habitables. Michel-Ange reprend la direction de la construction, comme il a également succédé à Sangallo à Saint-Pierre, jusqu'à la mort du pape Paul III. Il avait déjà remporté un concours en 1545 pour la célèbre corniche qui devait être proportionnée à la masse de l'édifice, sans paraître écraser l'étage supérieur, solution préférée par Paul III, humiliant Sangallo qu'il avait spécialement organisé pour cette réalisation. Michel-Ange imagine de rehausser le dernier niveau : la corniche, placée bien au-dessus des frontons des fenêtres, semble ainsi flotter sur l'ensemble ; elle ferme la façade tout autour au sommet et se poursuit autour de tout l'extérieur.
Michel-Ange modifie la conception du cortile carré en fermant les arcades ouvertes sur deux côtés au premier étage, ce qui est réalisé au XIXe siècle pour les deux autres (les balustrades témoignent encore de la conception originale), et crée le deuxième étage comme une façade de fenêtre avec ordre de pilastres. Dans le cortile, il conçoit un étage beaucoup plus haut que les arcades du premier étage et introduit des niveaux complexes sur les pilastres des ordres et sur les éléments d'encadrement des fenêtres : il utilise les fenêtres prévues par Sangallo, mais les dispose sur des consoles créées par lui. L'étage, très décoratif, diffère beaucoup de l'aspect massif et sobre des arcades inférieures avec leurs fenêtres aux frontons simples. Michel-Ange modifie la loggia centrale de la façade principale en insérant un linteau de marbre, surmonté de l'emblème pontifical. La grande fenêtre de la façade apparait ainsi plus large, serrée entre les colonnes l'encadrant telle une loggia d'honneur, accroche-regard et point focal de la façade. Dans le prolongement sud-ouest de l'axe du portail principal vers le Tibre, il entend construire un pont sur le fleuve et créer ainsi une liaison avec les possessions Farnèse du Trastevere dont notamment la villa Farnesina située sur l'autre rive et acquise par la famille Farnèse au début du XVIe siècle. Cependant, le plan ne s'est jamais concrétisé.
Dans le même temps, la première peinture à fresque du palais est commandée : vers 1547, Daniele da Volterra, qui travaille dans l'entourage de Michel-Ange, est chargé de décorer artistiquement la chambre du cardinal au Piano Nobile.
Michel-Ange laisse une marque durable dans l'édifice, dans la mesure où il n'a pas hésité à modifier profondément certaines réalisations de son prédécesseur et où il propose des solutions que ses successeurs ne peuvent pas ignorer.
Après la mort du pape Farnèse en novembre 1549, l'aspect définitif du bâtiment est désormais fixé, même si dans les faits seuls sont achevés le rez-de-chaussée et la partie inférieure de la façade ; les travaux se  poursuivent, commandés par son petit-fils, le « grand cardinal » Alexandre Farnèse. En 1552, il charge le maître d'œuvre bolognais Giacomo Barozzi da Vignola, qui travaille également pour les Farnèse dans la construction de la villa Farnèse à Caprarola et de l'église du Gesù de Rome. Michel-Ange est chargé de la construction de la basilique Saint-Pierre depuis 1547 et n'est plus guère disponible. L'aile arrière avec la galerie et la façade face au Tibre sont achevées sous Vignole, qui habite alors sur place. À la demande du cardinal Ranuccio Farnèse, le peintre Francesco Salviati peint la Sala dei Fasti en 1552, achevée en 1565 par Taddeo Zuccari. Lorsque Ranuccio meurt en 1565 à l'âge de 35 ans, son frère aîné, le « Grand Cardinal » Alexandre, prend en charge l'agrandissement du palais, bien qu'il réside en tant que vice-chancelier au palais de la Chancellerie.
En 1573, l'architecte lombard Giacomo della Porta, élève de Michel-Ange, est chargé des travaux après la mort de Vignola la même année. Della Porta complète la façade du jardin avec la loggia ouverte, selon un modèle bien éloigné du projet de son maître, souhaité par les Farnèse pour augmenter la capacité d'accueil du palais. Il achève l'ensemble du bâtiment en 1589, après près de 75 ans de construction, qui a souvent dû être interrompue en raison du manque d'argent, de conflits dynastiques, pendant le sac de Rome et en raison à d'autres adversités historiques. L'achèvement final est marqué par une inscription sur la façade du jardin du palais.

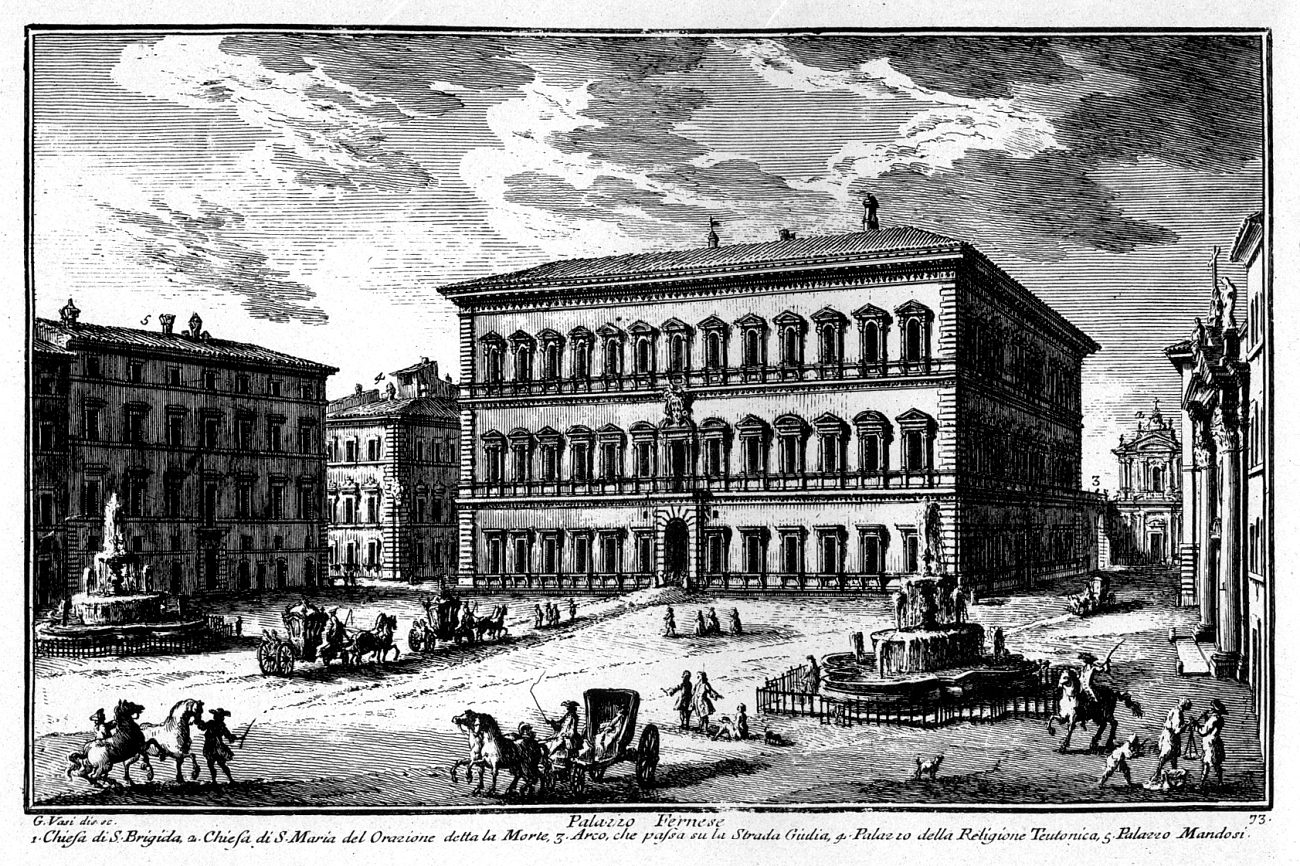
Le palais Farnèse par Giuseppe Vasi en 1710.

Sous le cardinal Édouard Farnèse, fils du duc de Parme, Alexandre Farnèse (1545-1592) et descendant à la 3e génération du pape Paul III, la décoration intérieure du palais est poursuivie. Les frères Annibale et Agostino Caracci, avec le soutien de la cour du duché de Parme et Plaisance, arrivent à Rome en 1595 pour réaliser la fresque du Camerino Farnèse. Après son achèvement en 1597, le cardinal commande à  Annibale Caracci les fresques de la galerie. Joyau et modèle des plus grandes académies européennes du début du XVIIe siècle, celles-ci racontent les amours des dieux et sont entrées dans l'histoire de l'art sous le nom de « fresques de la galerie Farnèse » comme une œuvre clé de la peinture baroque. Le cardinal Édouard réalise encore une partie du plan de Michel-Ange pour relier le palais à l'autre rive du Tibre via un pont jeté sur la Via Giulia en 1603, en faisant construire le Passetto, ce qui lui donne un accès facile à sa retraite sur la rive du Tibre, le Palazzetto di Ordoardo, et aux jardins d'agrément. Après la mort d'Édouard en 1626, plus aucun Farnèse ne vit dans le palais, la résidence est louée par les ducs de Parme et est considérée comme une réserve d'antiquités de valeur pour meubler leurs villas et palais.
Le palais subit deux occupations dévastatrices en 1798 et 1848, avant d'être l'objet de soins plus attentifs par ses propriétaires.
Au XIXe siècle, après que le palais soit entré en possession de la maison de Bourbon par héritage, des changements architecturaux et des restaurations ont lieu pour la première fois en 1818 lors des négociations de Ferdinand Ier en vue du concordat avec le Saint-Siège : le marquis Fuscaldo fait boucher les deux loggias du premier étage de la cour, accentuant l'effet de puits tant redouté par Sangallo dont le projet initial prévoyait des loggias à tous les étages. Après que le palais soit devenu le siège du gouvernement en exil du dernier roi de Sicile, François II, en 1860, il est rénové par l'architecte napolitain Antonio Cipolla pour adapter les lieux à une apparence de cour ; les fresques et décorations des chambres de l'étage noble sont restaurées par les frères Grassi. Cipolla crée un petit chef-d'œuvre de pastiche : grandes armoiries de marbre et balcon de faux travertin sur la façade, peintures murales dans le style du XVIe siècle, etc., pour restituer un décor idéal, tout en se pliant aux exigences de l'affirmation d'une légitimité contestée.
Lorsque la France devient propriétaire du palais en 1911, l'architecte Pio Piacentini entreprend un projet de restauration radicale de l'édifice. Les travaux ont lieu de 1928 à 1934. Les interventions sur la corniche, dont un fragment s'est écrasé au sol en 1922, sont accompagnées d'importantes interventions d'allégement des combles surmontant le grand salon du premier étage. Les charpentes sont démontées et remplacées par des poutrelles, le plancher correspondant du troisième étage est supprimé, ainsi que la chapelle à l'étage noble. Un nouveau pavement est créé dans le grand salon dont le dessin reprend celui du plafond de Vignole. Les statues de marbre de Guglielmo della Porta sont posées sur des socles de marbre qui assurent une sorte de continuité avec la cheminée de Vignole qui est aussi restaurée radicalement.
L'État français entreprend des travaux de restauration dans le cadre de son bail. En 1958, les fresques des frères Caracci sont restaurées pour la première fois, et en 1975, la Sala dei Fasti (Salle des Fastes) et la double frise de la Stanza del Cardinale (Chambre du Cardinal). La Galerie Farnèse subit une rénovation structurelle totale en 1994. À partir de 1997, l'ambassade lance un important programme de rénovation, en commençant par la façade principale, qui retrouve sa couleur d'origine. Le cortile et le vestibule suivent en 2000-2001 et enfin la façade côté jardin en 2002. La restauration d'ensemble de la façade à l'occasion du jubilé de l'an 2000 permet de révéler entre les fenêtres un système décoratif de briques rouges aux dessins géométriques ouverts.
Parallèlement, des travaux de restauration débutent dans le Salon d'Hercule en 2002. Les travaux de l'Ambassade de France en Italie sont réalisés en collaboration scientifique et constructive avec le Ministère de la Culture (Italie) et la « surintendance pour les biens culturels et architectoniques » du ministère de la culture italien, dans le cadre d’un comité scientifique regroupant spécialistes français et italiens. Le coût des travaux a été entièrement à la charge de l’État français. En 2013, les travaux de restauration reprennent dans la Galerie Farnèse.

## Historique des occupants

### Les Farnèse

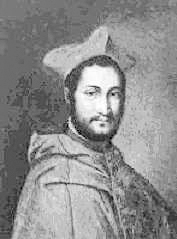
Cardinal Ranuccio Farnese.

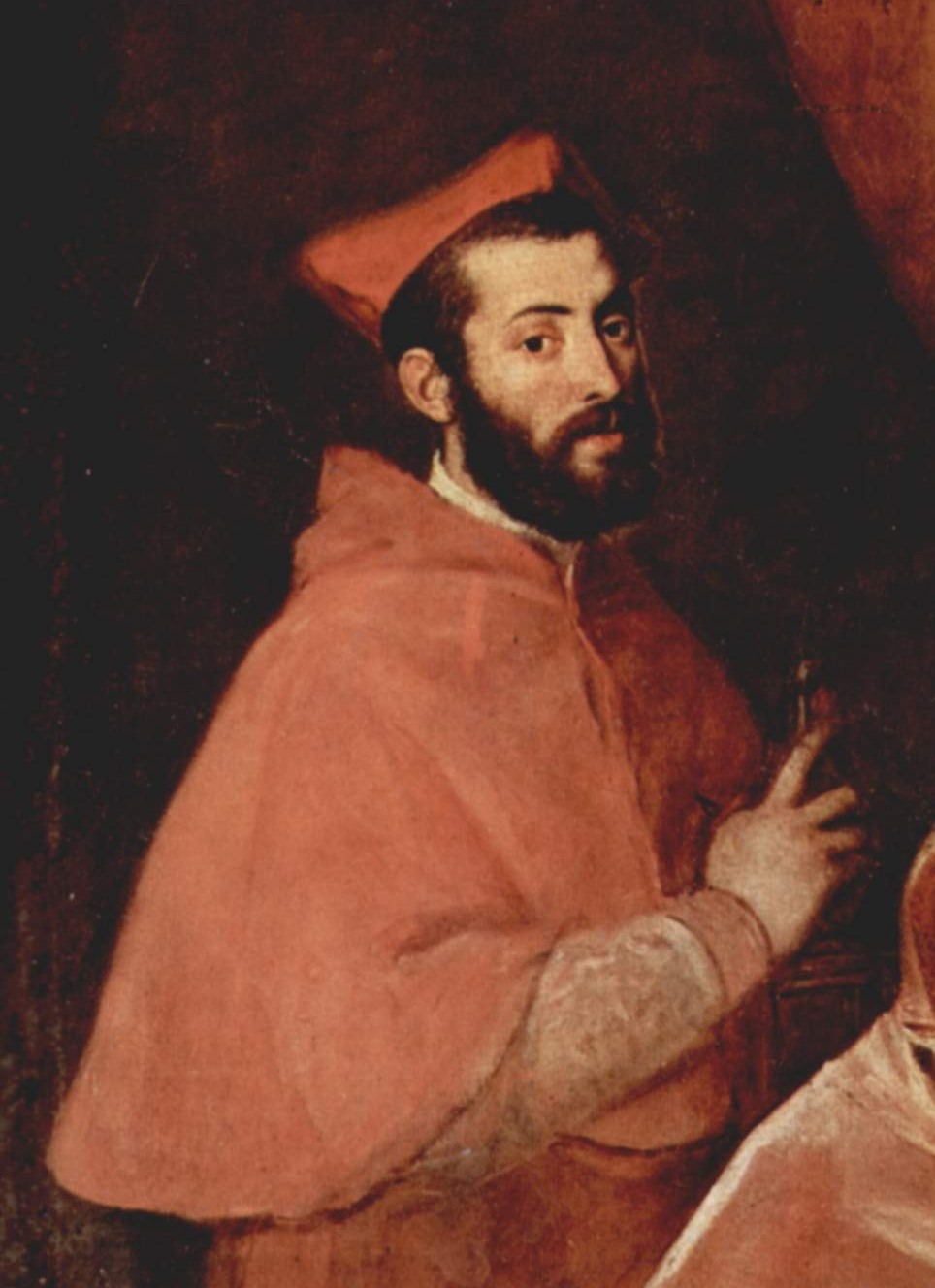
Alexandre Farnèse, le « Grand Cardinal » ; détail du tableau Le Pape Paul III et ses neveux par Titien, 1568.

Alexandre Farnèse, futur pape Paul III, vit probablement déjà dans la maison du cardinal Ferris en tant que cardinal avant de l'acheter en 1495 et de la faire rénover. Son ambition est d'y établir durablement la progéniture qu'il a fait dûment légitimer, et grâce à laquelle le patrimoine familial ne fait pas retour au fisc pontifical, comme cela eût été le cas en l'absence d'héritier mâle. Après avoir fait construire un nouveau bâtiment en 1517 et avoir déménagé dans le Trastevere avec sa cour, le pape Léon X a pu inspecter les travaux inachevés au printemps 1519. En 1526, il y a déjà 366 personnes vivant dans le palais, soit le nombre de personnes incluses dans la famiglia, la cour du cardinal. Après son élection comme pape, il donne le palais à son fils Pierre-Louis, son seul fils survivant, excommunié par Clément VII pour les exactions commises pendant le sac de Rome.
Après la mort du pape, le cardinal Ranuccio Farnèse, petit-fils de Paul III, est le premier à faire du palais sa résidence à partir de 1544. Le peintre et enlumineur Giulio Clovio, qui est très apprécié de la famille et a créé un livre d'heures élaboré et plus tard un livre des évangiles, reçoit un appartement dans le palais, qu'il conserve jusqu'à sa mort en 1548. Pendant la guerre de Parme de 1551-1552, les Farnèse sont bannis de Rome par le pape Jules III  après s'être placé sous la protection française. Leurs biens sont confisqués et le mobilier du palais est vendu, également pour mettre fin à leur politique d'enrichissement. Le cardinal Ranuccio Farnèse revient au palais en 1552 après l'armistice. En 1553, Jean du Bellay, premier ambassadeur d'Henri II, s'installe au palais en tant qu'invité des Farnèse.
Le cardinal Édouard Farnèse (1573-1626), fils du duc de Parme, Alexandre Farnèse, aurait résidé dans le palais Farnèse avec la plus grande pompe et une cour de 300 personnes. Il est le dernier descendant Farnèse direct du pape Paul III à résider dans le palais. Ses héritiers, les ducs de Parme, n'ont aucun lien avec la papauté et n'ont donc aucune raison de faire du palais de Rome leur résidence.
Le duc Édouard Ier de Parme loue le palais aux ambassadeurs des rois de France en 1635 qui reste le siège des ambassadeurs de France jusqu'en 1688. Les résidents importants du palais, qui l'ont toujours utilisé à des fins représentatives, sont à cette époque, le cardinal Alphonse-Louis du Plessis de Richelieu en tant qu'ambassadeur de son frère le cardinal de Richelieu (1634-1636) et le duc Charles III de Créquy, qui est ambassadeur de France à Rome de 1662 à 1665. De 1636 à 1648, le maréchal de France François-Annibal d'Estrées vit au palais comme envoyé extraordinaire. Henri-Charles de Beaumanoir de Lavardin, nommé par Louis XIV, fait face au pape Innocent XI, s'opposant à la restriction de l'extraterritorialité des ambassades à Rome et en 1678, occupe le palais Farnèse par la force des armes. Ce n'est qu'au début du XVIIIe siècle qu'avec François Farnèse, duc de Parme, le palais Farnèse gravement endommagé, redevient la résidence d'un descendant de la famille.
L'un des résidents les plus célèbres du palais est la reine Christine de Suède. Elle réside au palais de 1655 à 1658 en tant qu'invitée de Ranuce II Farnèse, duc de Parme, geste de courtoisie envers Alexandre VII pour assurer au duc de Parme un traitement plus favorable dans le règlement du lourd contentieux qui l'oppose au Saint-Siège. En 1656, elle y fonde un cercle de poètes, plus tard connu sous le nom d'Académie d'Arcadie, et organise une réception tous les mercredis, permettant aux nobles, au clergé et aux artistes d'admirer les beautés du palais, longtemps cachées au public. Ainsi, au milieu du XVIIe siècle, le palais Farnèse est au centre social, littéraire et artistique de Rome.
De nombreux artistes ont trouvé logement au palais : Le Greco est l'invité de son mécène, le « Grand Cardinal » Alexandre, par l'intermédiaire de Giulio Clovio, vers 1570. À partir de 1643, Nicolas Poussin est l'invité de l'ambassadeur, le duc de Créquy. Charles Le Brun vient au palais sur la recommandation de Nicolas Poussin.

### Les Bourbons
À la mort de François en 1727, la lignée masculine de la famille Farnèse s'éteint et Élisabeth Farnèse, mariée à Philippe V (roi d'Espagne), hérite de tous les biens de la famille Farnèse : le palais Farnèse devient également la propriété des Bourbons d'Espagne. Charles III, le fils d'Elisabeth et de Philippe V, est l'héritier du palais. Charles III et son fils Ferdinand Ier transfèrent les collections de peintures et d'objets d'art dans leur résidence à Naples. Les Bourbons conservent le palais comme siège de leur mission diplomatique à Rome.
En 1808, Joachim Murat, en tant que roi de Naples, réside pendant une courte période dans le palais, recevant le 3 septembre 1808 les premiers hommages de ses nouveaux sujets dans la Galerie Farnèse. Après la prise de Naples par Giuseppe Garibaldi, François II (roi des Deux-Siciles), dernier roi du royaume des Deux-Siciles, et son épouse Marie-Sophie en Bavière s'exilent à Rome en 1861 et se réfugient au palais Farnèse, qui devient le siège du gouvernement de l'exil royal jusqu'en 1870. Le dernier héritier Bourbon, Alphonse XII, roi des Deux-Siciles, s'empare du palais en 1874 et la même année fait résider l'Ambassade de France à l'étage noble. En 1875, l'École française de Rome, avec sa vaste bibliothèque, est installée au deuxième étage, qui mène encore aujourd'hui ses activités de recherche dans le palais. Alphonse XIII vend le Palais Farnèse à la République française en 1911.

### La France
Avec Louis XIV, le palais Farnèse devient la résidence des ambassadeurs auprès du Saint-Siège jusqu'en 1700. À partir de 1874, il devient le siège de l’ambassade de France auprès du royaume d'Italie et, par la suite, de la république d'Italie. Rome devenue capitale de fait du royaume d'Italie, les missions diplomatiques y suivent le gouvernement. Le représentant français, Emmanuel de Noailles, qui cherche un établissement honorable pour sa légation, jette son dévolu sur le palais vidé de ses hôtes. L'affaire est rapidement conclue avec le souverain en exil François II des Deux-Siciles qui doit entretenir une nombreuse famille sur le reliquat du patrimoine farnésien. Le 1er septembre, le gouvernement français devient locataire du grand appartement du premier étage, à l'exception du grand salon, réservé comme garde-meuble du palais, et d'une partie du rez-de-chaussée. Il garde une option sur le second étage, qui est mise à exécution grâce à la création de l'École française de Rome fin 1875.
Conçue d’abord comme une annexe de l’École française d'Athènes en 1873, puis comme une École d’archéologie l'année suivante, l'École française de Rome est officiellement fondée en 1875. Depuis cette date, elle partage le second étage du palais avec les services de l’ambassade de France.

Louis Duchesne, directeur de l'École française de Rome.
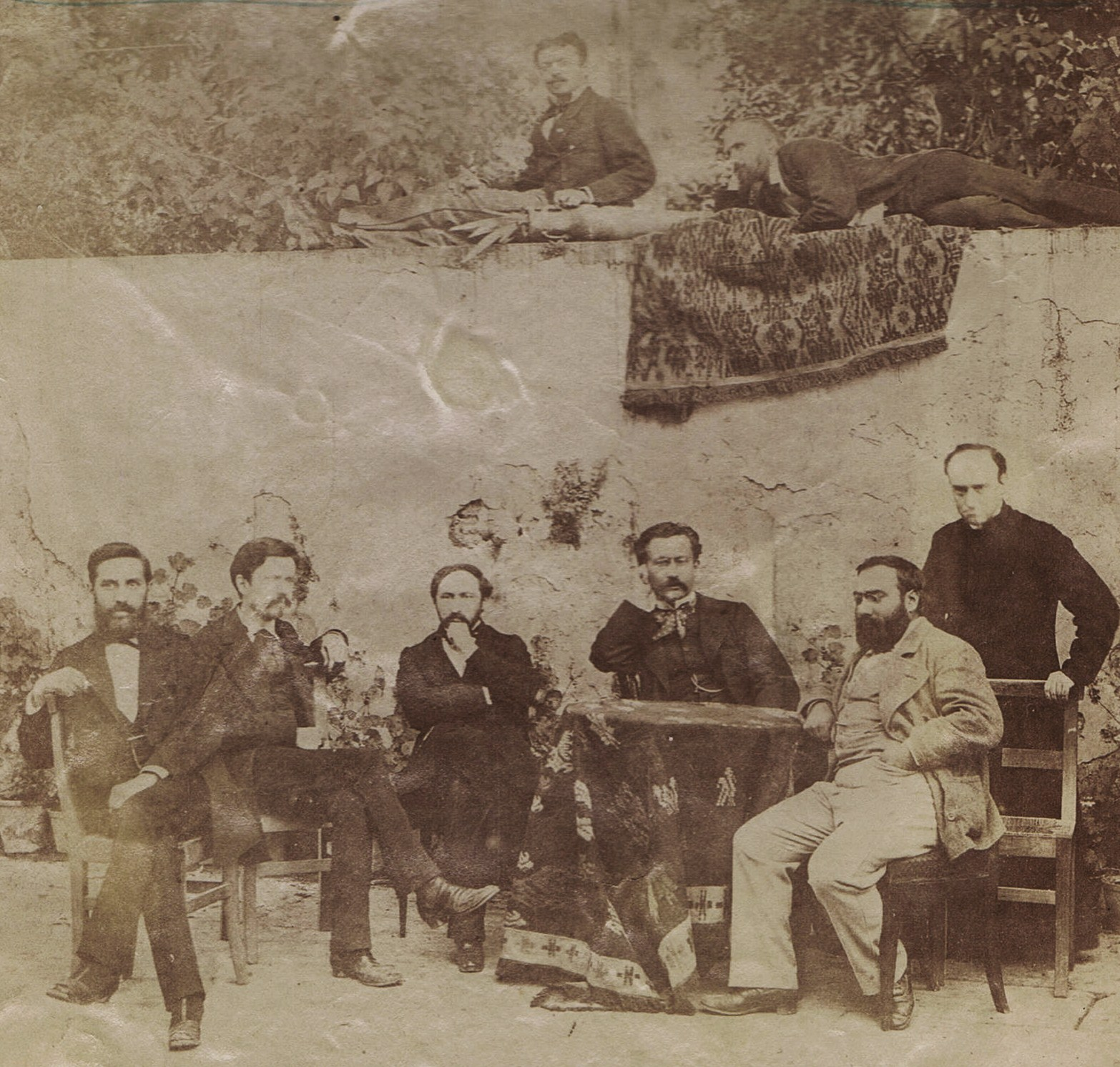
Louis Duchesne, debout à droite, à l'École française de Rome, vers 1873-1876.
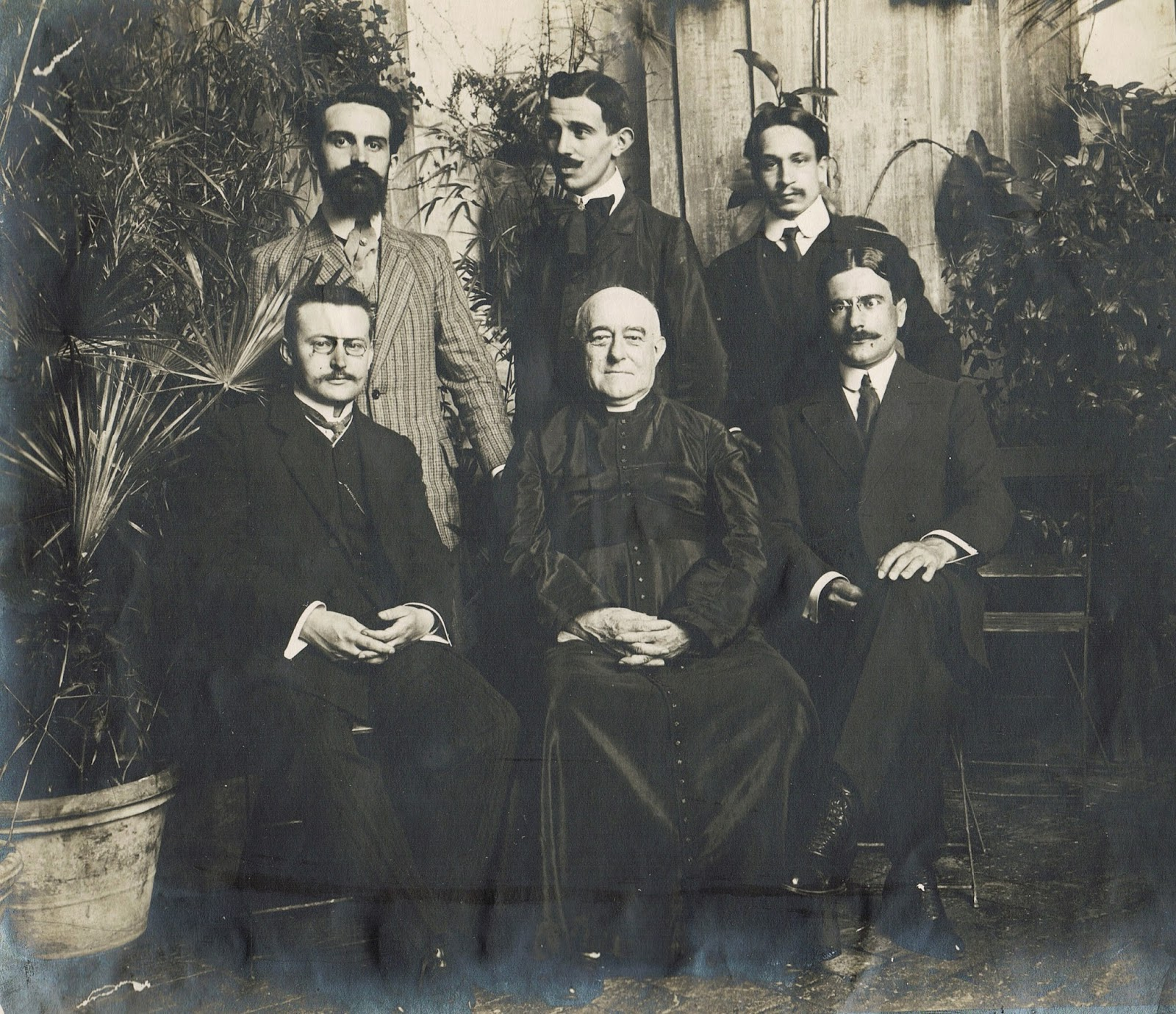
Louis Duchesne, avec des élèves.
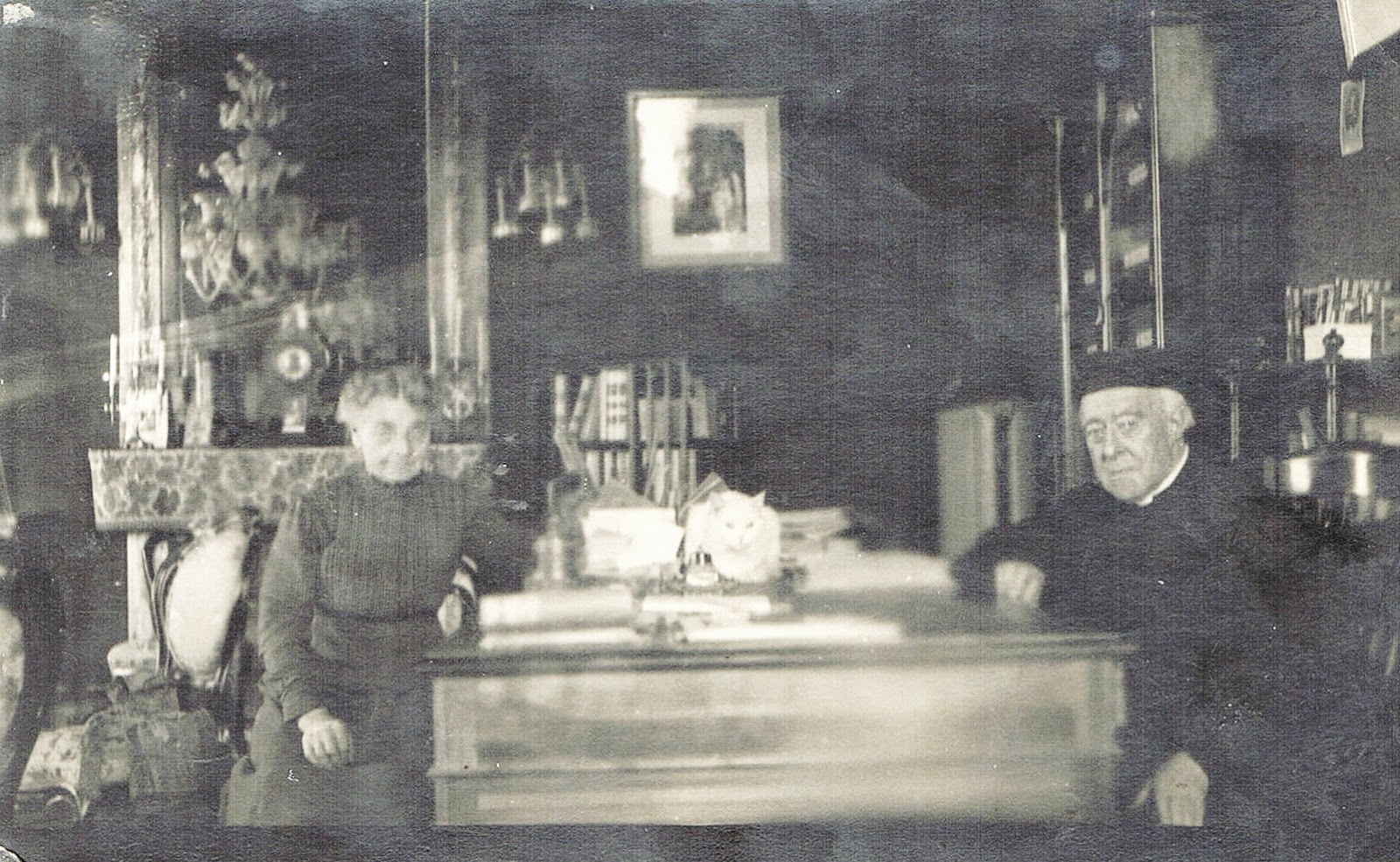
Louis Duchesne au palais Farnèse en avril 1921.

En 1911, le palais Farnèse est vendu par la maison de Bourbon-Deux-Siciles à l’État français, acquisition qui émeut l'opinion publique italienne. Une clause du contrat accorde à l’État italien la possibilité de l'acquérir au bout de 25 ans, au prix où il avait été vendu majoré du coût des réparations. Sous Benito Mussolini, le royaume d'Italie (1861-1946)  acquiert le palais en 1936, exerçant le droit contractuel de premier refus, le rendant propriété de l'État mais permettant à la République française de l'utiliser pour son siège d'ambassade d'Italie à Rome dans le cadre d'un bail emphytéotique pendant 99 ans et à un prix symbolique d'une lire par an,. Par ce même acte, l’État français s'engage à maintenir le palais Farnèse dans son intégrité et dans un bon état de conservation, il assume l'obligation d'entretien, qui comprend l'obligation de préserver l'ensemble de la structure et les précieuses fresques du palais.
De décembre 2010 à avril 2011, le palais Farnèse a pour la première fois ouvert ses portes au public. L'exposition « Palais Farnèse, de la Renaissance à l'ambassade de France » permet d'admirer 140 tableaux, statues, meubles et détails architecturaux du bâtiment.

## Extérieur

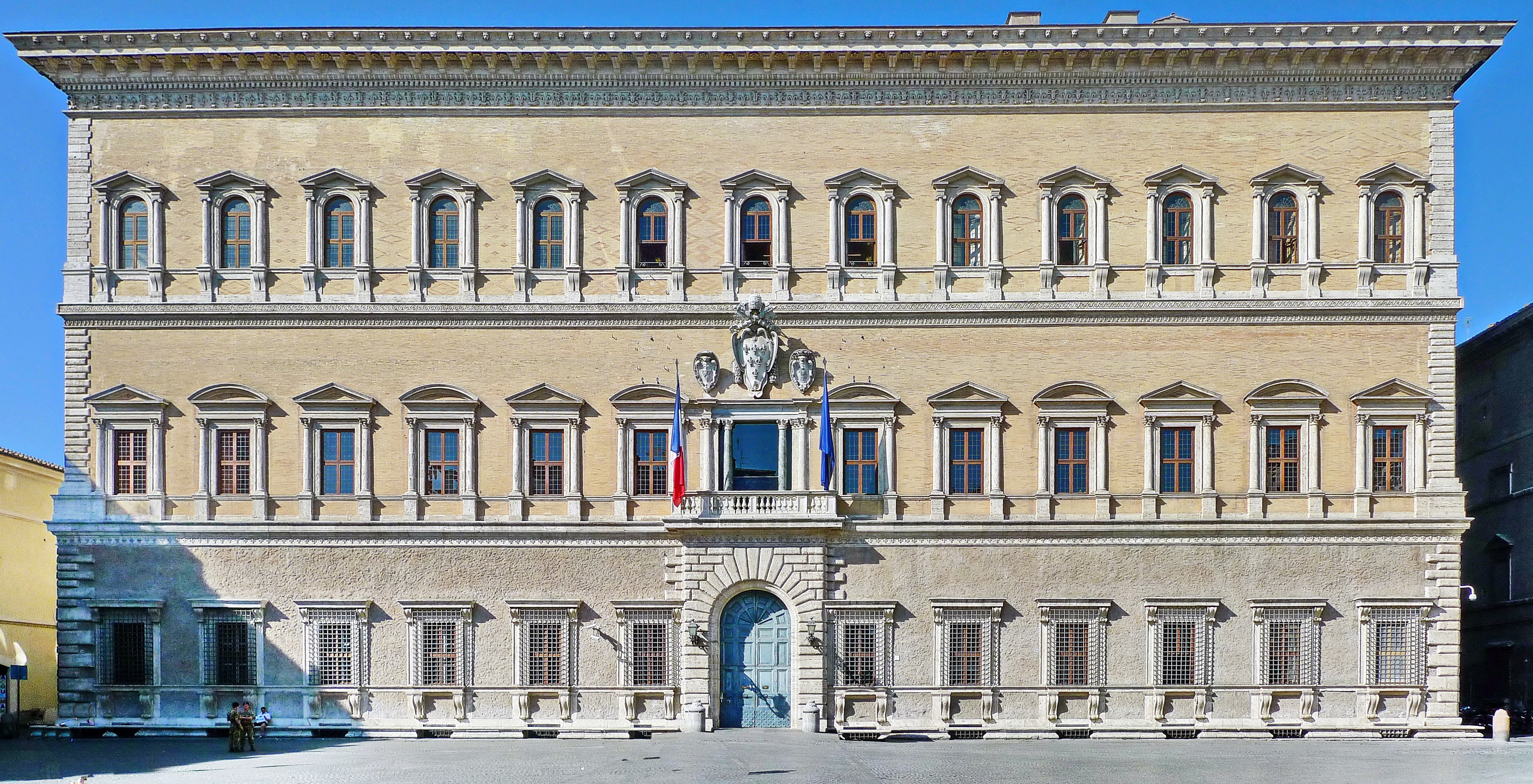
Façade.

Le bâtiment rectangulaire et autoportant, qui lui a valu le surnom de Dado (cube), se compose d'une façade, de deux ailes latérales et d'une façade arrière, qui enserrent une cour centrale à arcades (cortile). Le bâtiment n'a pas de magasins à l'étage inférieur, comme c'était l'habitude dans les anciens bâtiments du palais. Les murs sont construits en brique, les gabarits des pierres de taille d'angle, les édicules des fenêtres et les portails sont élaborés dans le travertin préféré à Rome. Le matériau de construction utilisé pour cela proviendrait du Colisée, qui servait de carrière à l'époque.
Les vasques antiques prélevées aux thermes de Caracalla sont acheminées sur la place Farnèse au cours du XVIe siècle et aménagées en fontaines au XVIIe siècle.

### Façades

#### Façade principale sur la Piazza Farnese
La façade principale du palais, face à la place Farnèse, a été construite entre 1541 et 1547 selon les plans de Sangallo et de Michel-Ange. Elle mesure 57 mètres de large et 29 mètres de haut. La conception d'Antonio da Sangallo suit la tradition architecturale de Donato Bramante et Raphaël dans le sens de la structure classique d'une façade Renaissance. L'ordre strictement horizontal et symétrique est déterminé par l'architecture à trois étages, structurée par des corniches prononcées et les édicules des fenêtres soulignés par des colonnes ou des pilastres. La palette de couleurs d'aujourd'hui souligne ce caractère. Le coin passe des bossages bruts aux bossages raffinés à disques, du rez-de-chaussée au troisième étage. Le rez-de-chaussée est dominé par un puissant portail encadré de bossages rustiques. De chaque côté, six fenêtres à barreaux sont soutenues par des consoles avec de simples corniches de fenêtre, avec, sous la rangée, des bancs typiques des palais de la ville. Au-dessus de la porte, la large fenêtre centrale avec le balcon et le blason de lys des Farnèse au-dessus - le plus grand blason avec diadème papal à Rome - forme la loggia d'honneur et donc l'accroche-regard de la façade. Les six fenêtres de chaque côté présentent une alternance de pignons triangulaires et segmentaires, bordés de demi-colonnes. Au deuxième étage, les 13 fenêtres en plein cintre sont soutenues par des consoles et ont des pignons triangulaires uniformément coudés. L'élévation du dernier étage de trois mètres et la corniche en plusieurs parties avec la frise prononcée de lys, le signe héraldique des Farnèse, remontent à Michel-Ange et créent l'effet puissant et unique de la façade, déjà largement admirée du vivant de Michel-Ange.

#### Façade sur Via Giulia

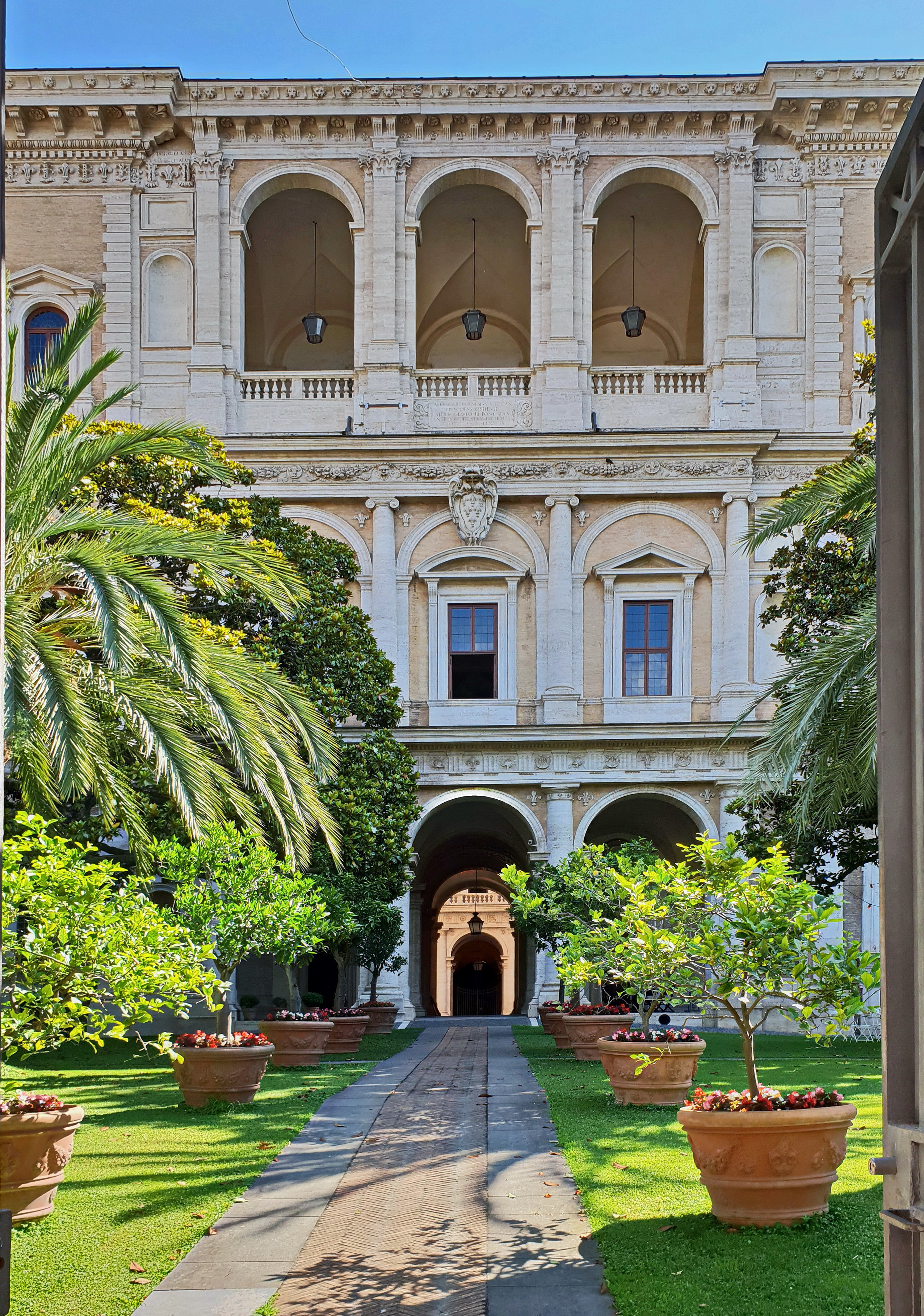
Façade côté jardin.

La façade sud-ouest fait face au Tibre et aux jardins du palais. Elle a été achevée en 1549 par Giacomo della Porta sur la base de dessins de Michel-Ange et de dessins de Vignola. Ce dernier a conçu la loggia centrale avec des arcs au dernier étage deux fois plus hauts que les fenêtres voisines.

#### Façades latérales
Les façades latérales de la Via dei Farnesi  et de la Via del Mascherone  reprennent la division en trois parties de la façade principale, tout comme la puissante corniche en plusieurs parties qui entoure le palais de tous côtés.

### Jardin
Un petit jardin ferme le palais vers la via Giulia. Les plans originaux de Michel-Ange prévoyaient de positionner le Taureau Farnèse dans l'axe visuel. Le groupe sculptural le plus spectaculaire et techniquement complexe qui ait survécu à l'Antiquité a été fouillé en août 1545 dans les thermes de Caracalla à Rome et est exposé à partir du 14 janvier 1546 dans le palais. Il est restauré vers 1550 sur les conseils de Michel-Ange et placé dans la deuxième cour, l'actuel jardin, où il sert de fontaine. Cependant, vers 1588, l'ensemble est relevé de cette fonction et protégé par une enceinte, bien qu'il soit encore facile à voir.

### Palais d'Édouard (Palazzetto di Odoardo)

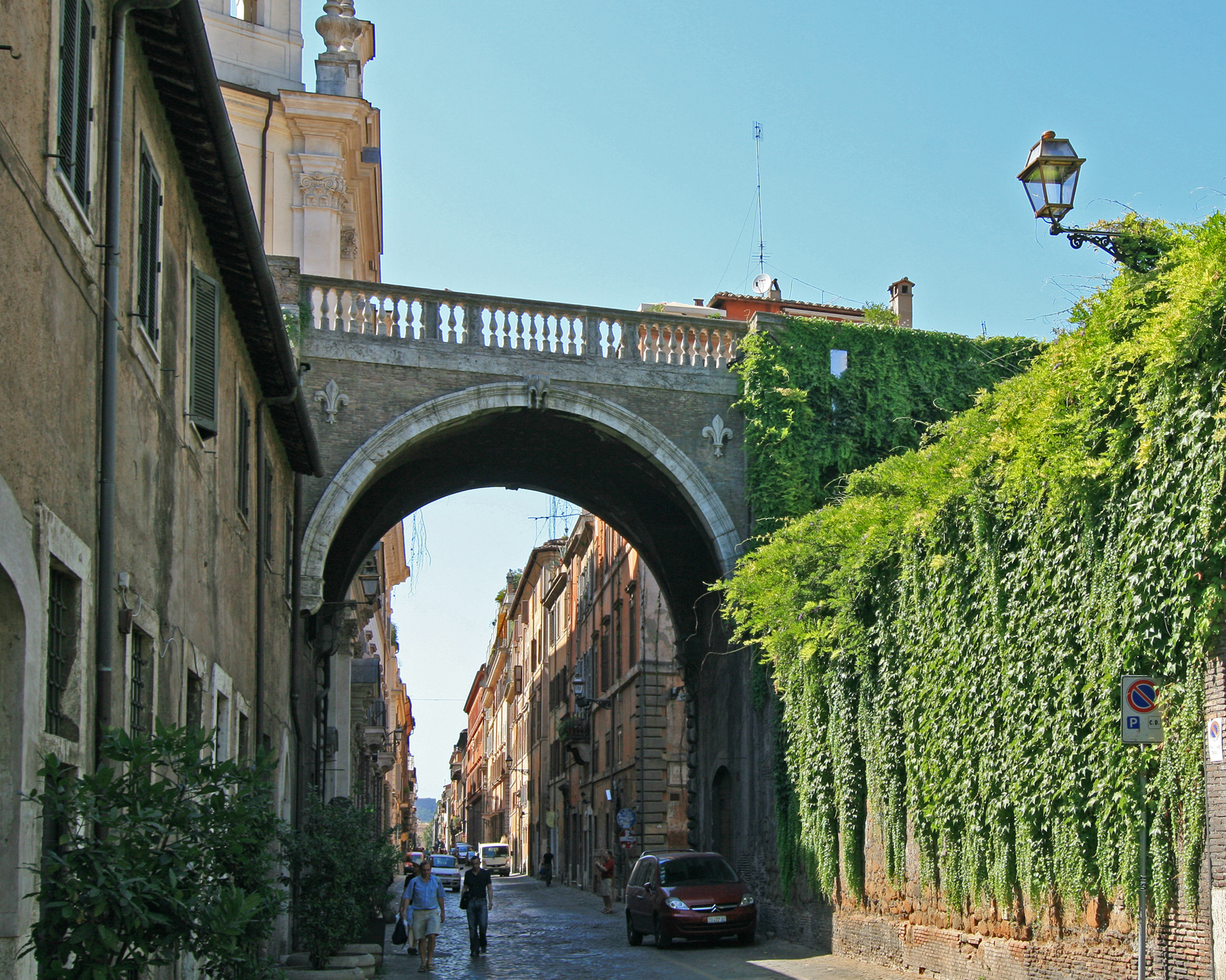
Passetto Farnèse.

Le cardinal Édouard Farnèse avait un petit palais (palazzetto), également appelé Eremo del cardinale (« ermitage du cardinal »), construit comme sa retraite privée dans le jardin du palais qui descend vers le Tibre. Il devait être son premier et dernier résident. Les appartements privés étaient accessibles depuis le palais par une terrasse et le Passetto Farnèse, achevé en 1603, qui enjambe la Via Giulia. La terrasse et le passetto figurent sur la feuille d'Antonio Tempesta, complétée en 1645. Il a été nommé Palazzetto Casino della Morte en raison de l'église voisine Santa Maria dell'Orazione e Morte. Ce petit bâtiment était entouré d'un Giardino segreto (jardin privé). Les intérieurs étaient décorés de fresques d'Annibale Carracci, achevées en 1603 par ses élèves Le Dominiquin et Giovanni Lanfranco. Le palazzetto, et avec lui la majeure partie de la décoration, a été victime de la régulation du Tibre après 1870. Seules quelques parties des fresques du Dominiquin ont été sauvées ; La Mort d'Adonis, Apollon et Hyacinthe, et Narcisse contemplant son reflet sont conservées aujourd'hui dans le Salone delle Firme à l'étage noble du palais. D'autres fresques sauvées de Giovanni Lanfranco (Paul de Thèbes, Syméon le Stylite et Antoine le Grand) se trouvent maintenant dans l'église voisine Santa Maria dell'Orazione e Morte.

## Intérieur

### Rez-de-chaussée

Plan du rez-de-chaussée.

#### Vestibule (A)
Le vestibule est l'œuvre de Sangallo s'inspirant des édifices antiques. D'une longueur de 14 m, il s'apparente à une basilique, la double colonnade formant une séparation de l'espace en trois nefs. À l'origine, trois passages menaient au cortile, dont ne subsiste aujourd'hui que l'entrée principale avec le vestibule nord-est. Il se trouve dans l'axe de symétrie du bâtiment et, après le cortile, du côté opposé, se prolonge par un couloir voûté en berceau vers le jardin et la Via Giulia. Les douze colonnes de granit gris et rose qui séparent la structure tripartite sont des spolia des thermes de Caracalla. Afin de les amener à la même hauteur que les pilastres du cortile, Sangallo les plaça sur de hauts piédestaux. La voûte en berceau à caissons du passage est décorée de fleurs de lys et de licornes, symboles des Farnèse. Cette décoration faite de stuc et de poudre de marbre mélangés, technique antique redécouverte à la Renaissance, offre une reprise de motifs antiquisants. Les murs latéraux sont divisés par une alternance de niches et de demi-colonnes en travertin ; des bustes d'empereurs romains sont placés dans les niches.
La plupart des bustes présents au palais sont des copies des bustes antiques faisant partie de la collection Farnèse, aujourd'hui conservée au musée archéologique de Naples.

#### Vestibule menant au jardin
Le vestibule qui mène au jardin et qui s'inscrit dans l'axe de symétrie du palais, est aussi orné de bustes d'empereurs romains ; la voûte est décorée de fleurs de lys dans des caissons rectangulaires. De part et d'autre du portique, des accumulations d'antiques réalisées dans le style de Giovanni Battista Piranesi ont été disposées par Antonio Cipolla au XIXe siècles.

#### Cortile (B)
Chaque côté de la cour intérieure carrée se compose de cinq arcades, les piliers massifs présentent des demi-colonnes doriques avec une frise de lys sur de hauts piédestaux. Une frise décorative de triglyphes avec des armes, des casques et des boucliers, une sangle et un culot créent la transition vers l'étage noble. Le théâtre de Marcellus, redécouvert à l'époque, aurait servi de modèle. En face du vestibule, une arcade dans l'axe central conduit au jardin. Les arcades du rez-de-chaussée poursuivent le rythme de la structure vers le haut. Michel-Ange, qui a achevé la cour, conserve le style ionique des demi-colonnes destinées à l'étage noble et ferme les fenêtres avec des frontons triangulaires. Une architrave étroite, une frise de guirlandes de fruits, de grotesques et de lys séparent l'étage noble du dernier étage, interrompu par de petites fenêtres dans la large base qui suggèrent une mezzanine. Cette frise entre le premier et le deuxième étage, crée par Michel-Ange, a un langage qui diffère radicalement de celui adopté au rez-de-chaussée : alors que Sangallo utilise des motifs antiquisants (boucliers, louve, casques, nacelle) dans une forme stylisée et un relief bas, Michel-Ange introduit des masques de grotesques dans une guirlande de fruits avec un relief plus accentué.
Au dernier étage, la structure verticale est répétée sous la forme de pilastres en faisceau avec des chapiteaux composites dans le style de l'ordre classique des colonnes. Les fenêtres sont finies avec des pignons segmentaires, dont les champs sont décorés de bucranes, en signe de piété et de crainte de Dieu. Une frise et une corniche complètent le cortile au sommet. Les murs intérieurs de l'arcade et des portails sont structurés par des pilastres en travertin à chapiteaux doriques.
La bichromie du sol du cortile rappelle la Mosaïque des voltigeurs (fin Ier - début IIe siècle) située au sous-sol du palais, réalisée en tesselles noires et blanches.
Dans les arcades côté jardin se trouvent deux anciens sarcophages qui subsistent de la riche collection d'antiques qui ornait la cour. Le cortile est considéré comme l'une des plus belles et parfaites cours intérieures de Rome.

#### Escalier d'honneur
L'escalier d'honneur incarne une conception véritablement moderne : le modèle des l'escalier à vis est abandonné au profil de l'escalier à volées droites, à déploiement bidirectionnel, dont la largeur permet une ascension magistrale au rythme de la rampe latérale. La théâtralité de cet espace est renforcée par un atrium à mi- étage. Les pièces antiques qui l'ornent sont magnifiées par la lumière naturelle venant de ce puits à ciel ouvert.

### Étage noble

Plan de l'étage noble.

Le programme des salles de représentation au premier étage sont le faste et la vie luxueuse. Un large escalier d'honneur voûté  (12) mène de l'angle est du cortile à l'étage noble.

#### Sala dei Fasti Farnese(Salle des Fastes Farnèse) (salon d'apparat) (1)
Le salon d'apparat, encore nommé le Salotto dipinto, immortalise les actes héroïques d'ancêtres célèbres de la famille Farnèse et rend hommage au pape Paul III. En 1552, le cardinal Ranuccio Farnèse charge le peintre Francesco Salviati de peindre à fresque les murs latéraux de la salle de 150 m² contenant la loggia d'honneur en représentant les victoires des Farnèse et l'histoire glorieuse de la famille. Après la mort de Francesco Salviati, les frères Taddeo et Federico Zuccari, qui travaillent alors à décorer la résidence Farnèse à Caprarola, se voient confier la réalisation de ces fresques et les fresques des petits murs. La pièce est recouverte d'un plafond à caissons en or conçu par Sangallo. Elle sert aujourd'hui de bureau à l'ambassadeur de France.
L'intention politique est claire et reprend des thèmes déjà présents dans la salle dite des « Cents jours », commandé en 1546 à Giorgio Vasari par le cardinal Alexandre pour le palais de la Chancellerie. Ici, la volonté de glorification, puissamment rehaussée par le talent de Salviati, reste au premier plan, mais elle est davantage soucieuse de situer la famille sur la grande scène politique européenne, dans des rapports équidistants entre la monarchie française et la puissance impériale.
Sur le mur à droite de l'entrée, dans la fresque de la Célébration de Paul III (1552-1555) de Francesco Salviati, le pape Paul III est assis au centre, comme une apothéose de la splendeur de la famille et le fondateur de sa richesse. Paul III est considéré comme le dernier pape de la Renaissance et le premier de la Contre-Réforme. La tapisserie en trompe-l'œil au-dessus montre la tiare pontificale tenue par les figures symboliques du pouvoir temporel et spirituel. Les figures qui l'entourent sont des allégories féminines : à droite, la Paix mettant le feu aux armes, et à gauche, la Religion avec une colombe sur la tête en signe de pacification. Sur la scène de gauche, le pape négocie la paix de Nice  dont il a été l'artisan en 1538, entre l'empereur Charles Quint et François Ier. Les deux monarques, habillés à la romaine, sont représentés à hauteur égale, en dépit de la réalité (l'un était un géant et l'autre de petite taille), signe de l'habileté du concepteur de la scène. L'allégorie à gauche de la scène représente la Rome éternelle grâce au triangle sur sa tête, symbole de la Trinité. La scène à droite de Paul III évoque le Concile de Trente en 1545. Au premier plan à droite, les deux personnes discutant, selon l'interprétation habituelle, sont Martin Luther, vêtu de noir, que Paul III, par l'intermédiaire d'un nonce apostolique, aurait essayé de convaincre de participer au concile, et le supérieur général de l'ordre des Prêcheurs, le cardinal Thomas de Vio. A l'arrière plan de la scène de droite, sont représentées les troupes de Charles Quint lors de la bataille de Muehlberg contre les protestants de la ligue de Smalkalde en 1547 : parmi les cavaliers, figurent Charles Quint, avec Ottavio Farnèse à sa droite et Alexandre Farnèse à sa gauche, pour symboliser l'engagement de la famille dans la défense de l'orthodoxie catholique. A leur droite, l'allégorie de la Renommée sonnant ses trompettes, est une figure très remarquée par Giorgio Vasari dans sa Vie de Francesco Saviati. Au-dessus des scènes se trouvent les armoiries des Farnèse, des lys bleus sur fond d'or.
Sur le mur à gauche de l'entrée, Salviati a choisi la même composition pour la fresque de l'Apothéose de Ranuccio-Énée (1552-1555) : cette fois, assis au centre avec bouclier et lance, se trouve Ranuce Farnèse, illustre ancêtre de la dynastie, représenté comme Énée, fondateur dans la mythologie virgilienne de la civilisation romaine, qui a vaincu ses ennemis. Il est surmonté d'une tapisserie en trompe-l'œil dans laquelle sa mère Vénus lui remet les armes forgées pour lui par Vulcain, dont la forge apparait à l'arrière-plan, telles que l'épée, les jambières et le casque. À ses pieds gisent les ennemis vaincus. Dans le champ gauche, à côté de Ranuce, le pape Eugène IV lui remet l'insigne de commandant des troupes pontificales, le bâton et le casque, à nouveau couronnés des armoiries des Farnèse ; des personnages arborent la rose d'or et le gonfalon de l'Église. Dans le champ à droite de Ranuce, le Capitano generale Pietro Farnèse (1310-1363) est représenté sur le cheval blanc, à la tête des troupes florentines, envoyé par le Sénat romain, qui a vaincu les Pisans à la bataille de Bagno a Vena en 1363 ; au-dessus d'eux, figure un blason des Farnèse en qualité de gonfaloniers de l'Église : Mars, le dieu de la guerre, monte la garde avec Cerbère à ses pieds sur le bord gauche de la scène, et la déesse Minerve avec casque, bouclier et serpent sur le bord droit de l'image.
La scène au-dessus de la porte d'entrée représente La Fondation d'Orbetello en 1100, fresque de Taddeo Zuccari (après 1565), encadrée par des figures allégoriques. Elle célèbre la victoire de Pietro Farnèse à la tête des troupes d'Orvieto sur les ennemis de l'Église. A l'arrière plan se distingue Orbetello, dont la fresque célèbre la fondation légendaire.
En face de la sortie à colonnes de marbre de la loggia de Michel-Ange se trouve la fresque du Condottiere Pietro Nicola Farnèse combattant devant Bologne en 1360 qui relate l'entrée dans la ville des troupes pontificales menées par Pietro Farnèse sur fond d'une tapisserie en trompe-l'œil.

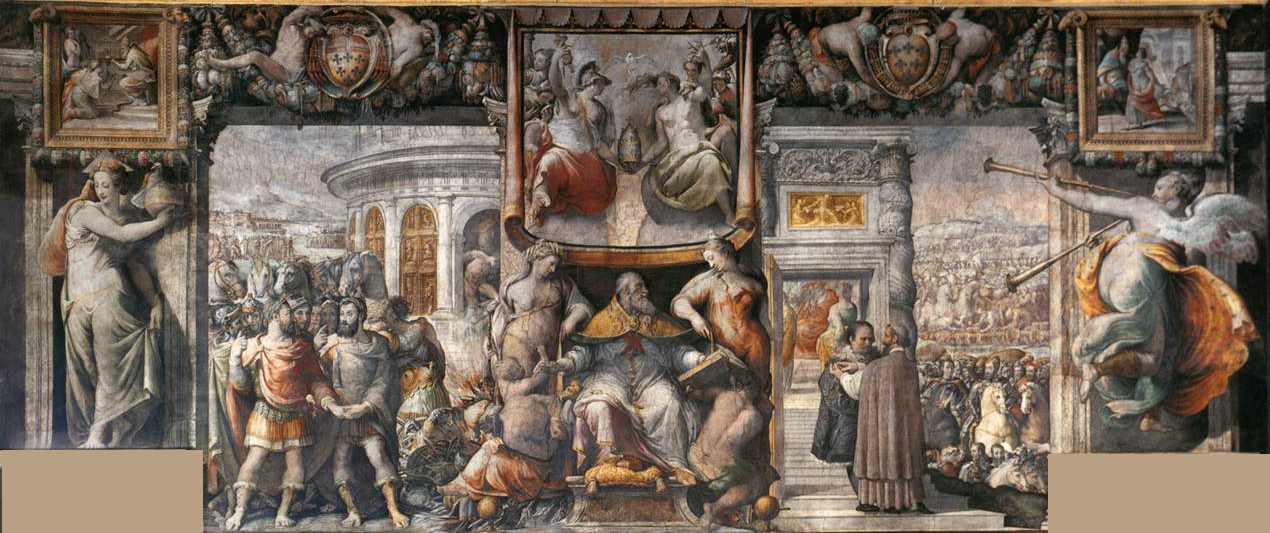
Francesco Salviati, Gloire de Paul III (côté droit).
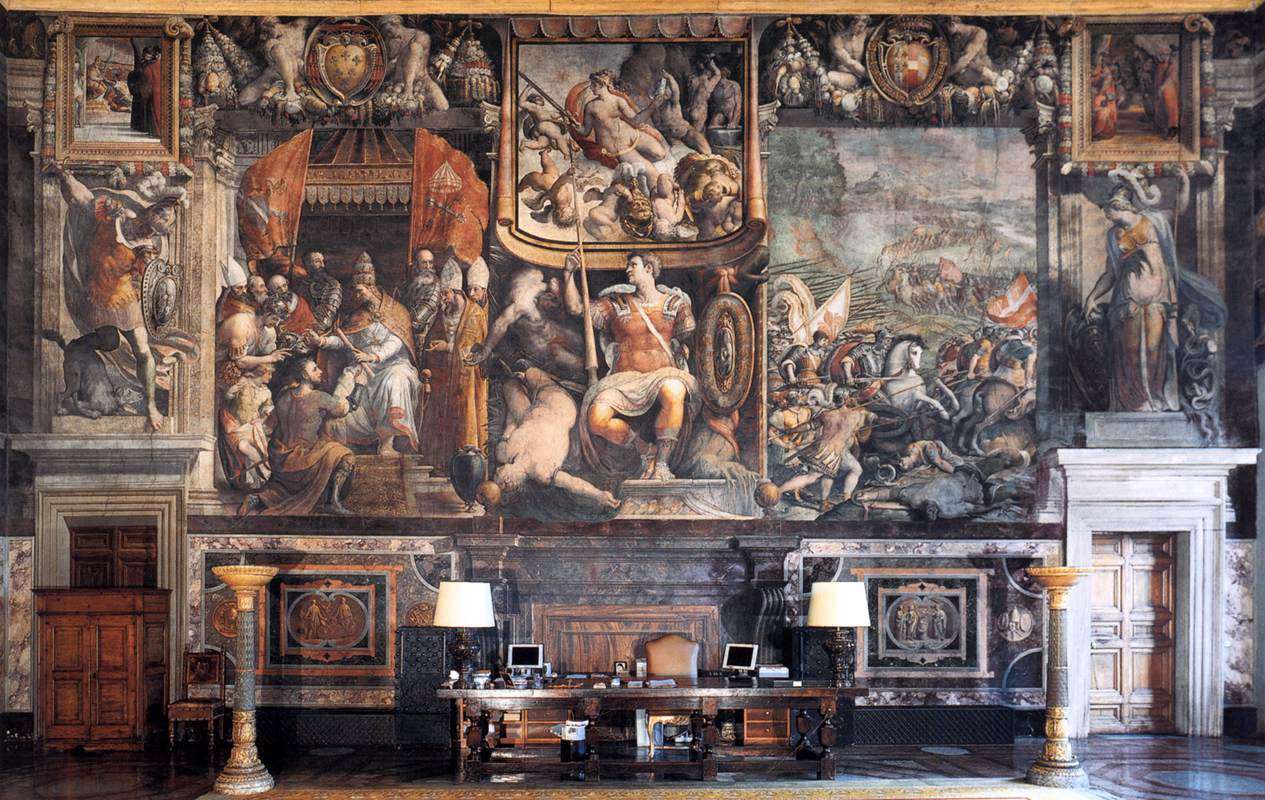
Francesco Salviati, Gloire de Ranuce Farnèse (côté gauche).

#### Salone d’Ercole(Salon d'Hercule) (2)
Le salon d'honneur dit aujourd'hui Salon d'Hercule doit ses dimensions démesurées aux dessins de Giuliano da Sangallo et de Michel-Ange. Sangallo envisageait à l'origine une salle d'apparat de 300 mètres carrés sur deux niveaux à l'angle nord de l'étage noble. L'élévation de la façade à la suite de la construction a incité Michel-Ange à élever également le plafond de la pièce à 18 mètres jusqu'au toit. Il bénéficie, grâce aux deux niveaux de fenêtres, d'une qualité de lumière naturelle exceptionnelle.
Le cardinal Édouard a rejeté le projet de faire peindre cette pièce par Annibale Carracci. Les murs sont restés sans décoration de fresque. Seuls les bustes d'empereurs romains dans 18 niches dorées et deux tapisseries du XVIIe siècle ornent les murs. Sur le côté sud-est de la pièce se trouve un moulage de l'Hercule Farnèse, pièce maîtresse de la collection d'antiques Farnèse, qui a donné son nom à la pièce. L'original de cette célèbre sculpture se trouve aujourd'hui au musée archéologique de Naples, elle-même copie romaine d'après une œuvre du sculpteur athénien Glykon, inspirée d'un bronze de Lysippe. Elle fut trouvée en morceaux dans les thermes de Caracalla au cours des fouilles du XVIe siècle. Gugliemo della Porta en refit les jambes, retrouvées dans un second temps.
Le côté nord-ouest est orné d'une cheminée en marbre polychrome dessinée par Vignole. Les lys bleus des Farnèse et l'inscription RANUTIUS FARNESIUS CARD se référent au cardinal Ranuce Farnèse. Les sculptures de part et d'autre de la cheminée sont l'œuvre du sculpteur lombard Guglielmo Della Porta et étaient à l'origine destinées au tombeau de Paul III dans le chœur de la basilique Saint-Pierre. Ce sont les allégories Die Abundatia (Abondance) et Die Pax (Paix). Elles ont été placées sur des socles de marbre vert lors des travaux de 1928-1934. Giulia Farnèse, la sœur du pape et sa protectrice, aurait prêté ses traits à la personnification de l'Abondance. Les tapisseries accrochées haut sur les murs, réalisées au XVIIe siècle par la Manufacture des Gobelins, sont des copies des célèbres fresques des chambres de Raphaël au Vatican : au-dessus de la cheminée La Rencontre entre Léon Ier le Grand et Attila et sur le mur sud-ouest L'Incendie de Borgo.
Le plafond à caissons en bois de cèdre sculpté a été conçu par Vignole, dont le pavement de carreaux de terre cuite et de couchons de marbre réalisé au XXe siècle reprend les principaux motifs géométriques.

#### Stanza del Cardinale(Chambre du Cardinal) (3)
La chambre du cardinal sur le côté nord de l'étage noble servait de salon aux cardinaux Ranuce et plus tard Alexandre. Elle est surmontée par un plafond à caissons doré richement conçu, entouré d'une double frise fastueusement décorée, qui remonte aux dessins de Sangallo. C'est probablement Paul III qui a chargé Daniele da Volterra de la conception artistique de la salle vers 1547. Les peintures en douze médaillons de la frise supérieure des quatre murs représentent le mythe de Bacchus. C'est un double cycle représentant la gloire des Farnèse et de l'Église : le premier avec la licorne, l'animal héraldique des Farnèse, qui transperce les ennemis ; le second traite du Triomphe de Bacchus et se nourrit des mêmes légendes avec l'âne, la tête percée d'une flèche semblable à une corne ; les  ménades déchirant Penthée. Les décorations en stuc d'angelots ailés entre les fresques, les châles à franges d'or, les sphinx, les rangées de guirlandes de feuilles de vigne et les masques grotesques témoignent du talent artistique des stucateurs.

#### Camerino dei possedimenti(vestiaire) (4)
François II, le dernier roi des Deux-Siciles, s'exile à Rome après sa déposition et établit sa résidence royale au palais Farnèse. L'architecte napolitain Antonio Cipolla est chargé de concevoir cette salle et certaines pièces adjacentes de l'étage noble de manière appropriée. La salle est caractérisée par des peintures grotesques de style pompéien. Les panneaux sur les murs montrent des vues de lieux ayant appartenu à la famille Farnèse : Caprarola, Parme et Plaisance. Au plafond, figurent les armoiries Farnèse sous la couronne du royaume de Naples.

#### Camerino Farnese(Cabinet d'Hercule) (5)

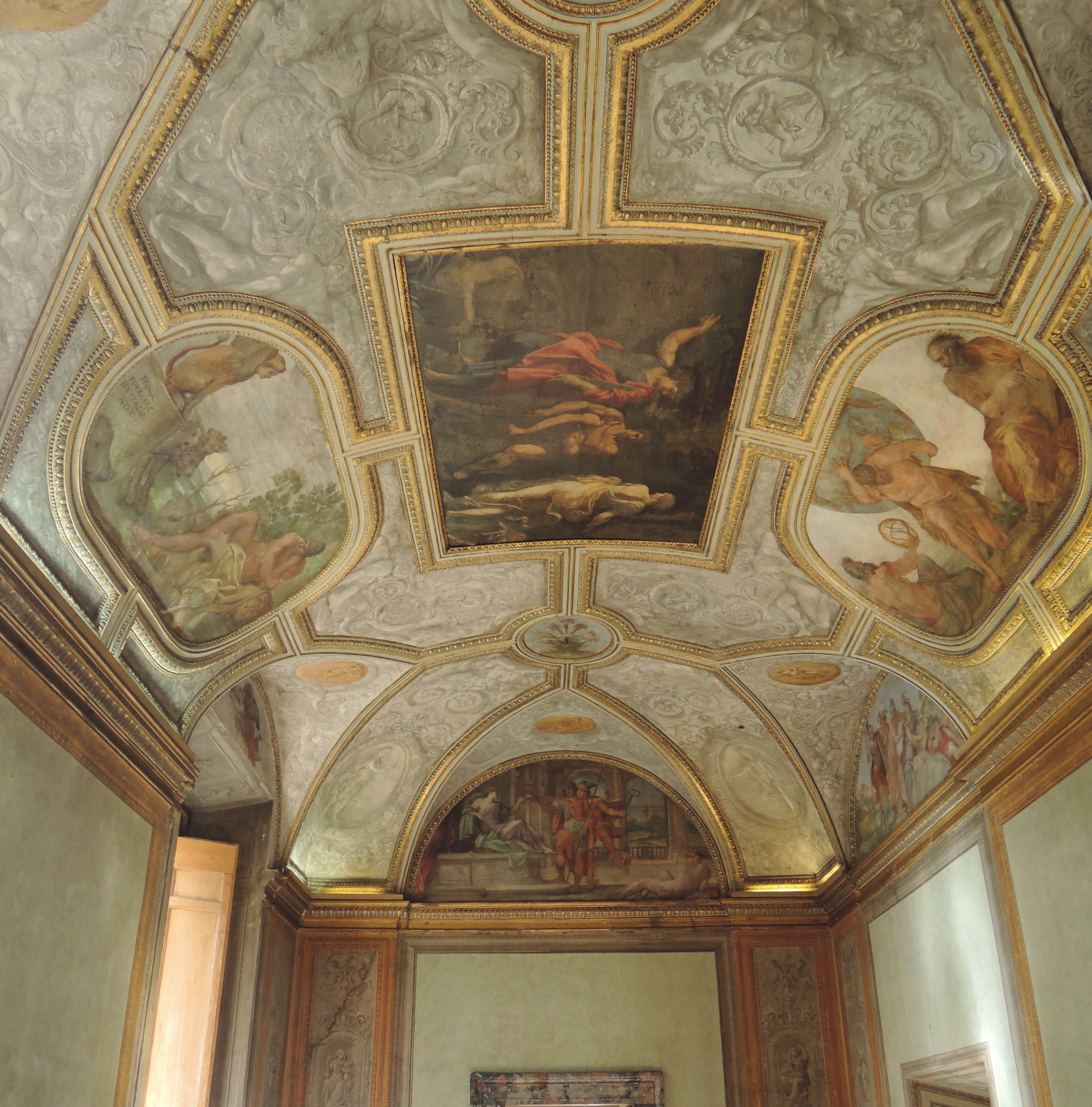
Plafond du Camerino Farnese.

En 1594, le cardinal Édouard Farnèse charge le peintre Annibale Carracci de décorer cette salle du palais, également connue sous le nom de Gabinetto del Cardinale ou Camerino d'Ercole. Il s'agit du premier travail d'Annibale à Rome (1595-1597) avant qu'il n'entame les travaux pointilleux de la Galerie (11).
Les fresques du plafond voûté du cabinet du cardinal montrent le cardinal sous la forme d'Hercule en six panneaux. Le programme mythologique a été développé par Fulvio Orsini, le conseiller et archiviste de longue date de la famille Farnèse, qui a également écrit les inscriptions grecques. Le plafond est divisé en champs irréguliers par une charpente dorée. Au centre du plafond se trouve le tableau rectangulaire Hercule à la croisée des chemins, tel un géant pensif entre vice et vertu. La femme en robe blanche à droite symbolise le plaisir. La vertu, la femme à gauche avec une épée, pointe vers Pégase, également symbole de la famille Farnèse. La peinture à l'huile originale se trouve au musée de Capodimonte à Naples depuis 1662. Aux côtés du tableau, deux médaillons montrent l'écusson du cardinal : trois fleurs de lys violettes reliées par un ruban portant l'inscription « Je crois, avec l'aide de Dieu », en grec. Les deux panneaux latéraux ovales représentent Hercule au repos et Hercule portant le globe. Le cycle complexe du plafond se poursuit dans les lunettes, dans lesquelles les vertus sont représentées sous la forme d'épisodes mythologiques.
Au fond de la salle se trouvent deux scènes de l'Odyssée : Ulysse et Circé et Ulysse et les Sirènes. Deux autres lunettes dans la salle contiennent la légende d'Amphinomus et d'Anapias, les Frères de Catane, ainsi que  La Mort de Méduse, et des génies féminins volants avec des couronnes de laurier. Les surfaces libres de la pièce sont recouvertes de grisaille qui simulent une décoration en stuc.

#### Camerini(cabinet) (6)
Les grotesques dans les plafonds à coupoles croisées et sur les murs de ces deux salles datent de la période de conversion et de réaffectation par Antonio Cipolla au milieu du XIXe siècle.

#### Salone delle Firme(Salon des Signatures) (7)
Sur les murs de la salle se trouvent trois fragments de fresques détachées, provenant du Palazzetto di Ordoardo. Ces fresques ont été réalisées en 1603 par Le Dominiquin sous l'influence d'Annibale Carracci pour le cardinal Édouard. Sont représentés Apollon et Hyacinthe, La Mort d'Adonis et Narcisse contemplant son reflet. Le plafond à caissons montre au centre les armoiries des Farnèse.

#### Salone giallo(Salon jaune) (8)
Deux précieuses tapisseries sont accrochées aux murs de la pièce. La frise a été conçue par Antonio Cipolla entre 1862 et 1863. Le centre du magnifique plafond à caissons est décoré des armoiries du « Grand Cardinal » Alexandre Farnèse ; dans les quatre champs, figurent les symboles de divers membres de la famille Farnèse : Pégase, Lys, Bouclier et Navire.

#### Salone bianco(Salon blanc) (9)
Ce salon est également connu sous le nom de Chambre de la reine Christine, car c'est là que séjourna la reine de Suède de décembre 1655 à juillet 1656. Les armoiries du cardinal Édouard Farnèse figurent sur le plafond à caissons. Une fenêtre s'ouvre sur le jardin et une porte mène à la terrasse construite en 1603, puis au passetto qui relie le palais au Palazzetto di Odoardo. La terrasse servait également de tribune à partir de laquelle la communauté festive pouvait assister aux courses de chevaux à travers la via Giulia, en particulier pendant le carnaval. Elle était également utilisée pour les fêtes nocturnes sur le Tibre. Les salles en dessous, anciennement la Salle de bal Pallacorda, servent maintenant de salle de cinéma à l'ambassade.

#### Salone rosso(Salon rouge) (10)
La salle s'appelait aussi salon des philosophes car les bustes d'anciens philosophes et poètes grecs y étaient exposés jusqu'en 1787. Le cardinal Édouard Farnèse fit installer dans ce salon les statues en marbre de la Vénus callipyge et de la Vénus accroupie, qu'il avait achetées. Ces statues se trouvent aujourd'hui au musée archéologique de Naples. Deux précieuses tapisseries décorent les murs :  Le Mariage de Psyché d'après Jules Romain et Le Mariage de Zéphyr avec Flore d'après Pierre Mignard. La cheminée est en marbre polychrome. Le plafond à caissons dorés date du XVIe siècle. Vers 1860, Antonio Cipolla fit redessiner ici aussi la décoration de la frise.

#### Galerie Farnèse
La relation des Farnèse avec la famille d'artistes Carracci de Bologne remonte à leur travail pour le duc de Parme, Ranuce Ier Farnèse, frère du cardinal Édouard. En 1597, après avoir terminé les fresques du Camerino d'Ercole, Annibale Carracci commence à peindre la grande galerie faisant face à la via Giulia, conçue sous la forme d'une ancienne loggia avec trois baies vitrées et une profonde voûte en berceau. Elle mesure 20 × 6 mètres et est à l'origine la salle utilisée pour exposer les statues antiques amassées par les Farnèse. Les scènes Galatea et Cephalos et Aurora sur la corniche remontent probablement à  Agostino Carracci qui quitte Rome dès 1600, si bien que son frère Annibale et ses élèves Francesco Albani et Le Dominiquin, également venus de Bologne, réalisent l'essentiel des travaux et les achèvent en 1604. L'occasion de l'ouverture de la galerie fin mai 1601 est peut-être le mariage entre le duc Ranuce Ier Farnèse et Marguerite Aldobrandini, une nièce du pape Clément VIII, en présence du cardinal secrétaire d'État, Pietro Aldobrandini, le propre neveu du pape régnant, où la voûte est découverte au public.
La disposition de la peinture du plafond est considérée comme un chef-d'œuvre de l'illusionnisme dans l'histoire de l'art. Elle donne au spectateur l'impression que la surface du mur s'agrandit : par-dessus la véritable corniche du plafond, Annibale Carracci en a peint un second plafond, soutenu par des atlas peints en grisaille qui simulent parfaitement des statues de marbre. Dans les ouvertures apparentes entre les deux, il a placé des médaillons dont le ton vert indique la patine du bronze, tandis que les peintures, dont certaines sont encadrées d'or, sont situées dans des rectangles au plafond. Les stucs, Atlantes et trompe-l'œil forment un ensemble exceptionnel.
Les scènes représentées sont peuplées de représentations des déesses et des dieux de l'Olympe pour la plupart nus, et d'histoires d'amour de l'ancien monde des dieux, comme l'a largement chanté Ovide dans ses Métamorphoses. À l'époque de la Contre-Réforme, cela peut sembler inhabituel pour l'entourage d'un cardinal. La fresque centrale représente le Cortège triomphal de Bacchus et Ariane, encadré sur les côtés par Pan et Diane (à gauche) et Mercure apportant la pomme d'or à Paris (à droite). Le thème de base de l'ensemble du cycle, selon l'historien de l'art du XVIIe siècle Giovanni Pietro Bellori, est la lutte entre l'amour céleste et l'amour terrestre. Des interprétations plus récentes supposent une intention beaucoup plus politique et propagandiste de la conception de l'image.
Aujourd'hui, les fresques sont considérées comme l'une des principales œuvres du début de la période baroque italienne ; elles ont reçu la plus haute reconnaissance même après leur achèvement, elles eurent une grande influence sur la peinture du XVIIe siècle et ont servi de modèle à des générations entières de peintres, à commencer par le château de Versailles.

Galerie Farnèse
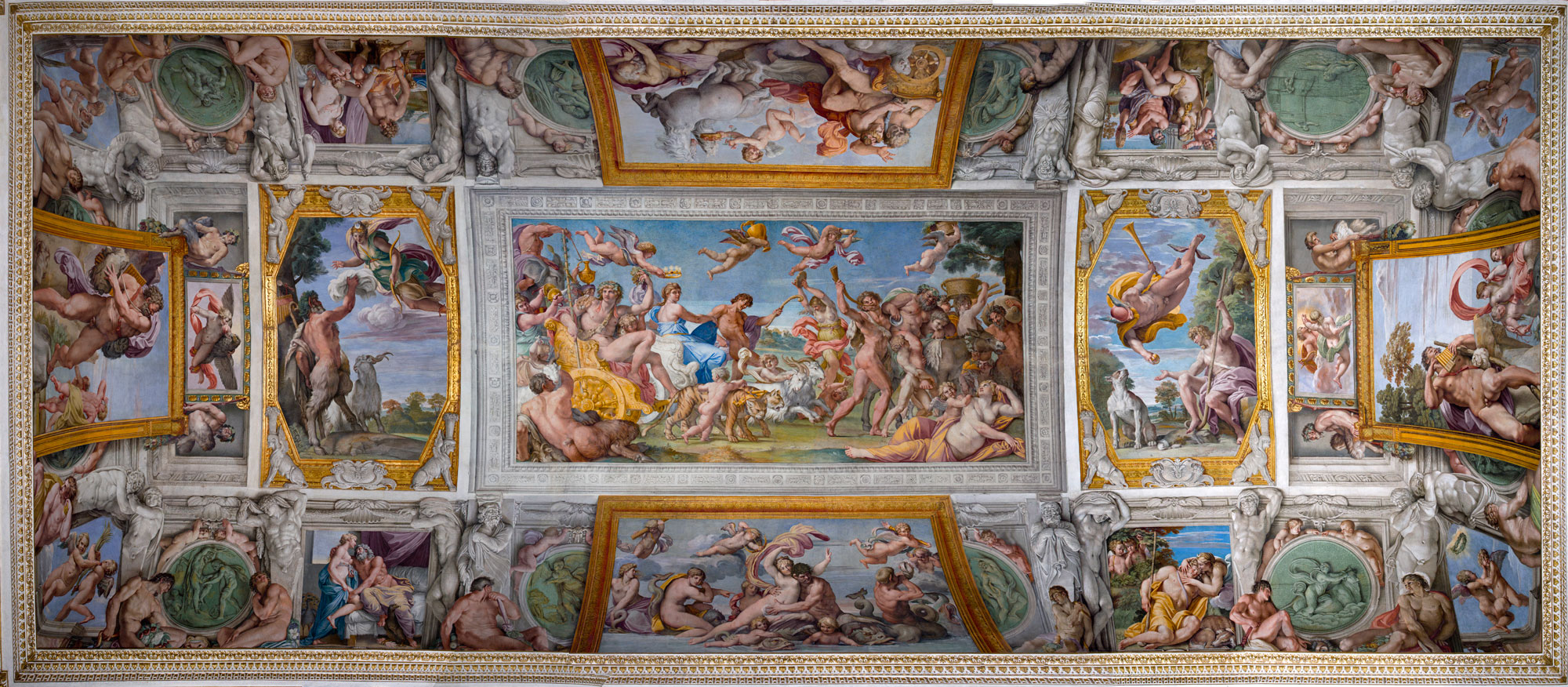
Fresques de la galerie Farnèse, par Annibale Carracci.

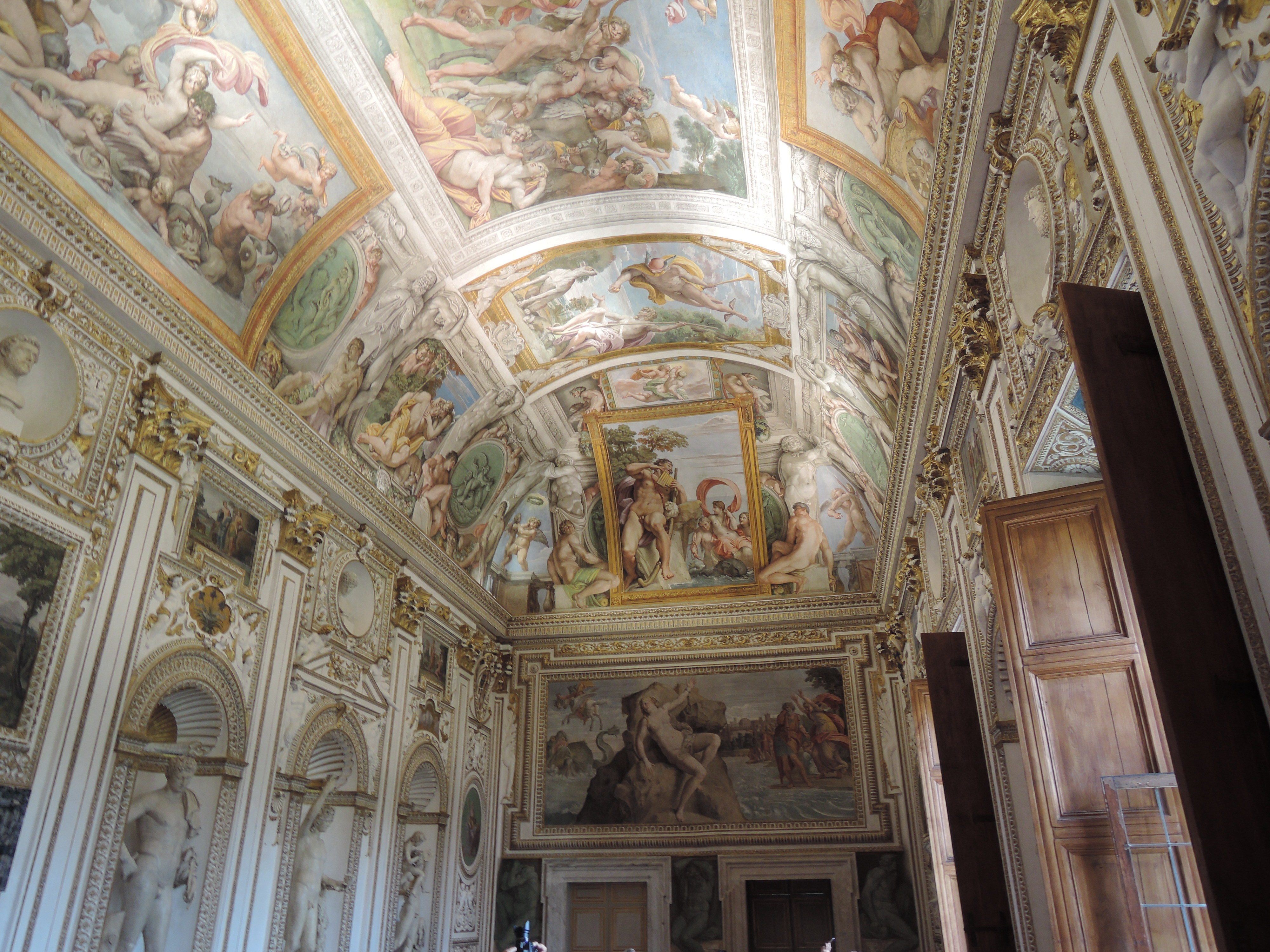
Vue de la galerie.
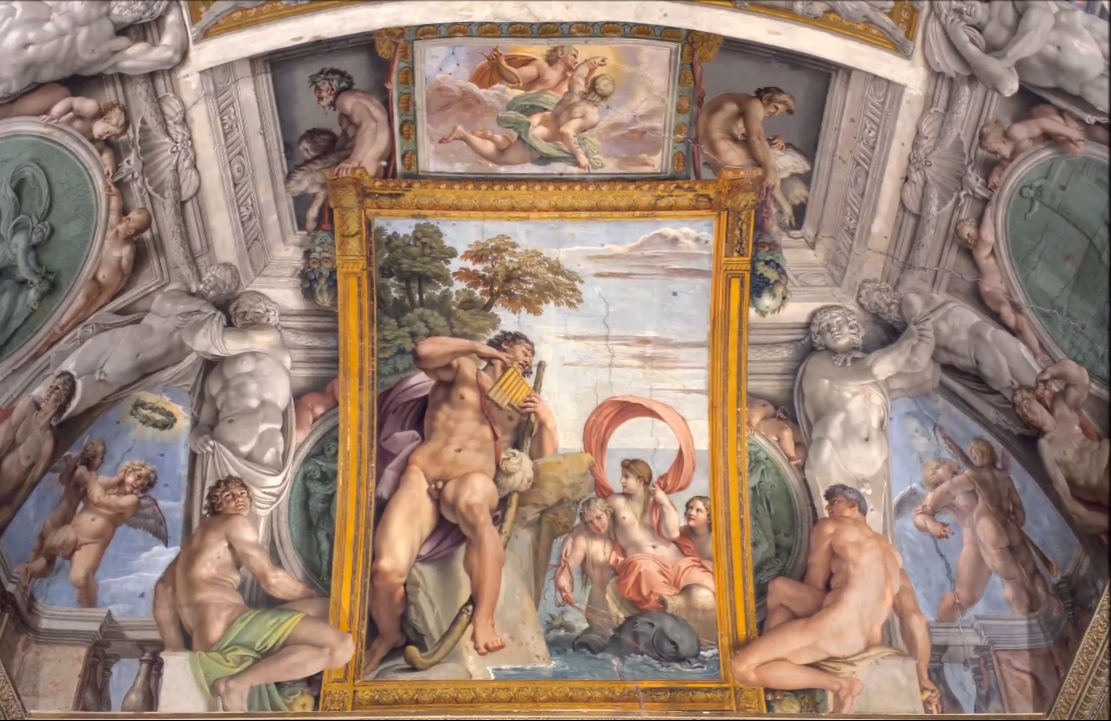
Détail.

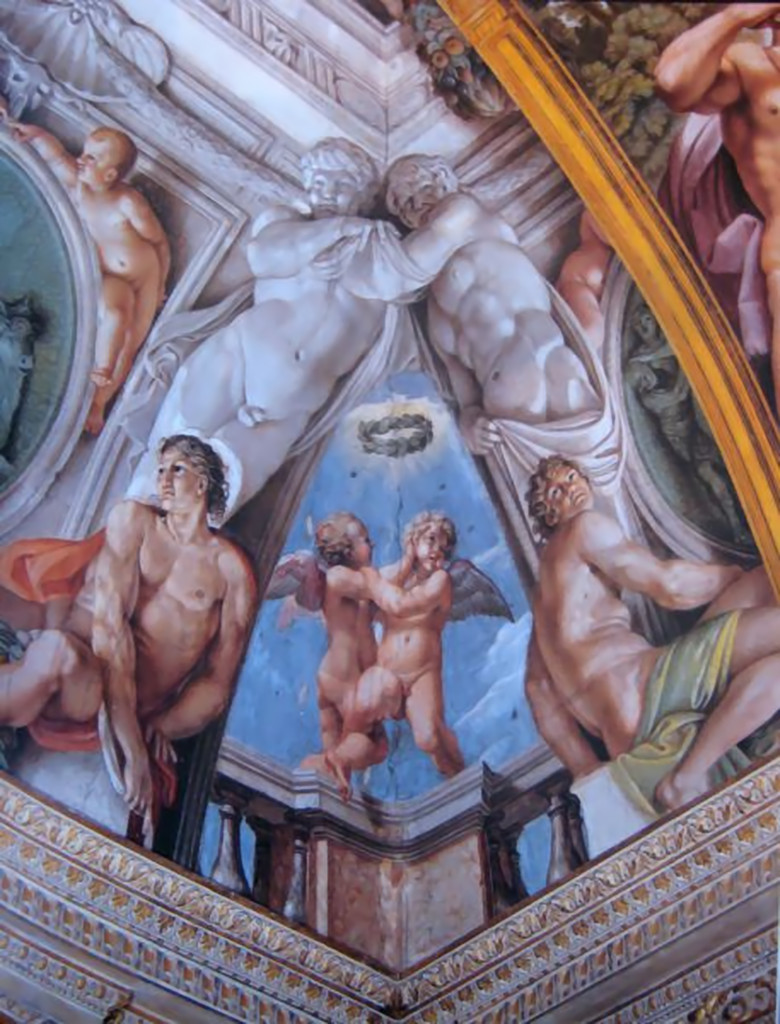
Détail.
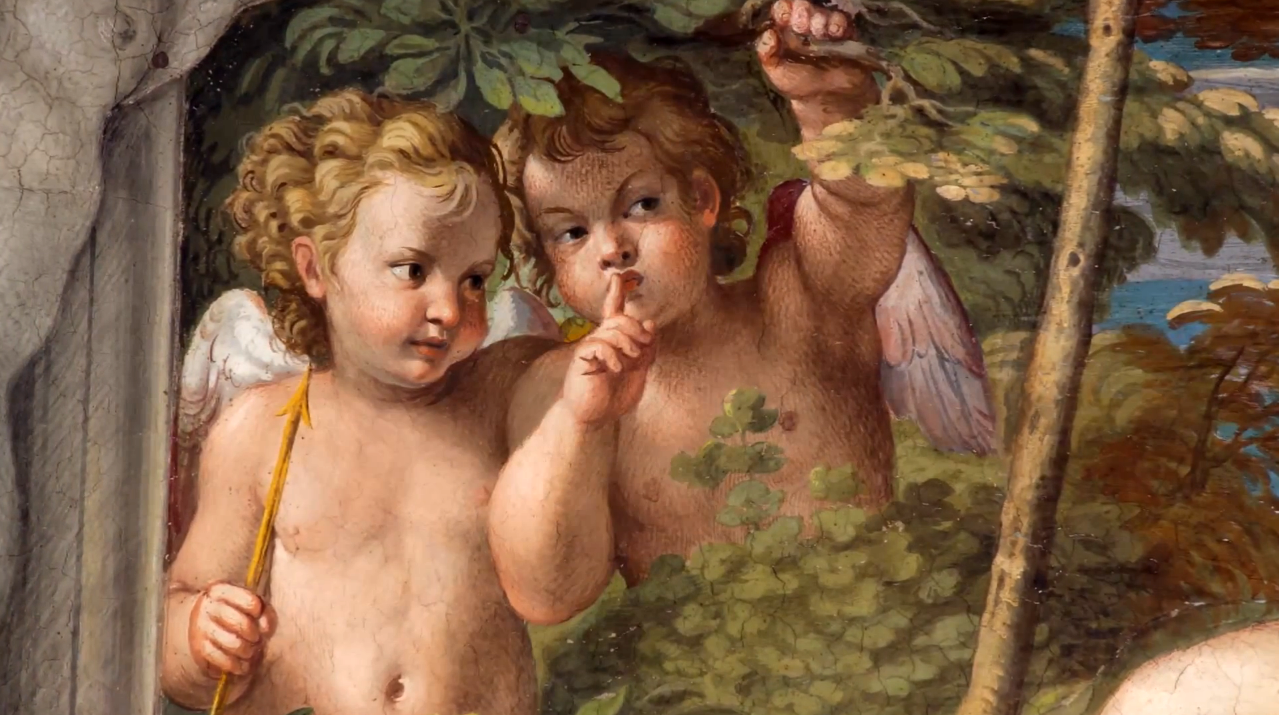
Détail d'une fresque de la voûte.

#### Couloirs (13)
Une série de trois couloirs voûtés parcourt le côté cour de l'étage noble en forme de U. Une simple façade vitrée encadrée de grandes arcades s'ouvre sur les côtés du cortile. Les parois latérales sont ornées de quelques tapisseries et peintures. À noter dans l'aile sud-ouest, à côté de l'entrée du Salone delle Firme (7), un portrait en buste du pape Paul III de Guglielmo della Porta.

#### Appartements des Bourbon (14)
Cette suite de pièces du côté nord-ouest du palais a été aménagée comme logement pour le roi des Bourbons en fuite François II et sa famille à partir de 1860.

### Étage supérieur

Plan de l'étage supérieur.

L'étage supérieur était déjà au XVIe siècle une vaste bibliothèque constituée par les cardinaux et le conseiller et bibliothécaire Fulvio Orsini. La même grande salle de bibliothèque (a) abrite la plus grande bibliothèque de recherche française hors de France, avec plus de 200 000 ouvrages. Elle appartient à l'institution de recherche scientifique de l'École française de Rome, qui réside dans le palais depuis 1875. Ses travaux portent sur la recherche historique, archéologique et en sciences sociales dans la région méditerranéenne.

### Salles au sous-sol
Au sous-sol se trouvent des mosaïques bien conservées représentant des acrobates à cheval et des créatures marines, qui témoignent des vestiges de grands bâtiments publics de l'époque impériale. Ceux-ci ont probablement été créés après le grand incendie du Champ de Mars. C'était peut-être le centre équestre du cirque Factio Russata.
Outre cette Mosaïque des voltigeurs, les fouilles ont permis  de mettre au jour, le cippe antique et une source, toujours vive.

## Le palais comme modèle architectural
La conception architecturale du palais conçu par Sangallo est devenue le modèle d'un type de palais très populaire à Rome et copié à plusieurs reprises. L'un des bâtiments les plus connus est le palais du Latran, que le pape Sixte V a fait construire par le maître d'œuvre Domenico Fontana.
Le palais de l'époque de la Haute Renaissance a servi presque sans interruption de modèle pour les constructions de palais dans le monde entier : le palais royal de Riofrío, construit par Élisabeth Farnèse, est clairement influencé par le palais Farnèse. Les bâtiments du Detroit Athletic Club à Détroit, aux États-Unis, le château Grimaldi près d'Aix-en-Provence en France, le National Building Museum à Washington aux États-Unis, le Chief Secretary's Building à Sydney, en Australie et le palais royal de Stockholm, en Suède, sont influencés par le type de bâtiment et le langage de conception développé par Sangallo. En Angleterre, Charles Barry avait une grande admiration pour le bâtiment, qu'il a utilisé comme modèle pour le Reform Club de Londres. L'architecte Aldo Rossi a équipé un bloc à trois axes de fenêtres dans le quartier Schützenstrasse (1994–1998) à Berlin d'une copie fidèle de la façade de la cour de Michel-Ange (Schützenstrasse 8).

## Collection Farnèse

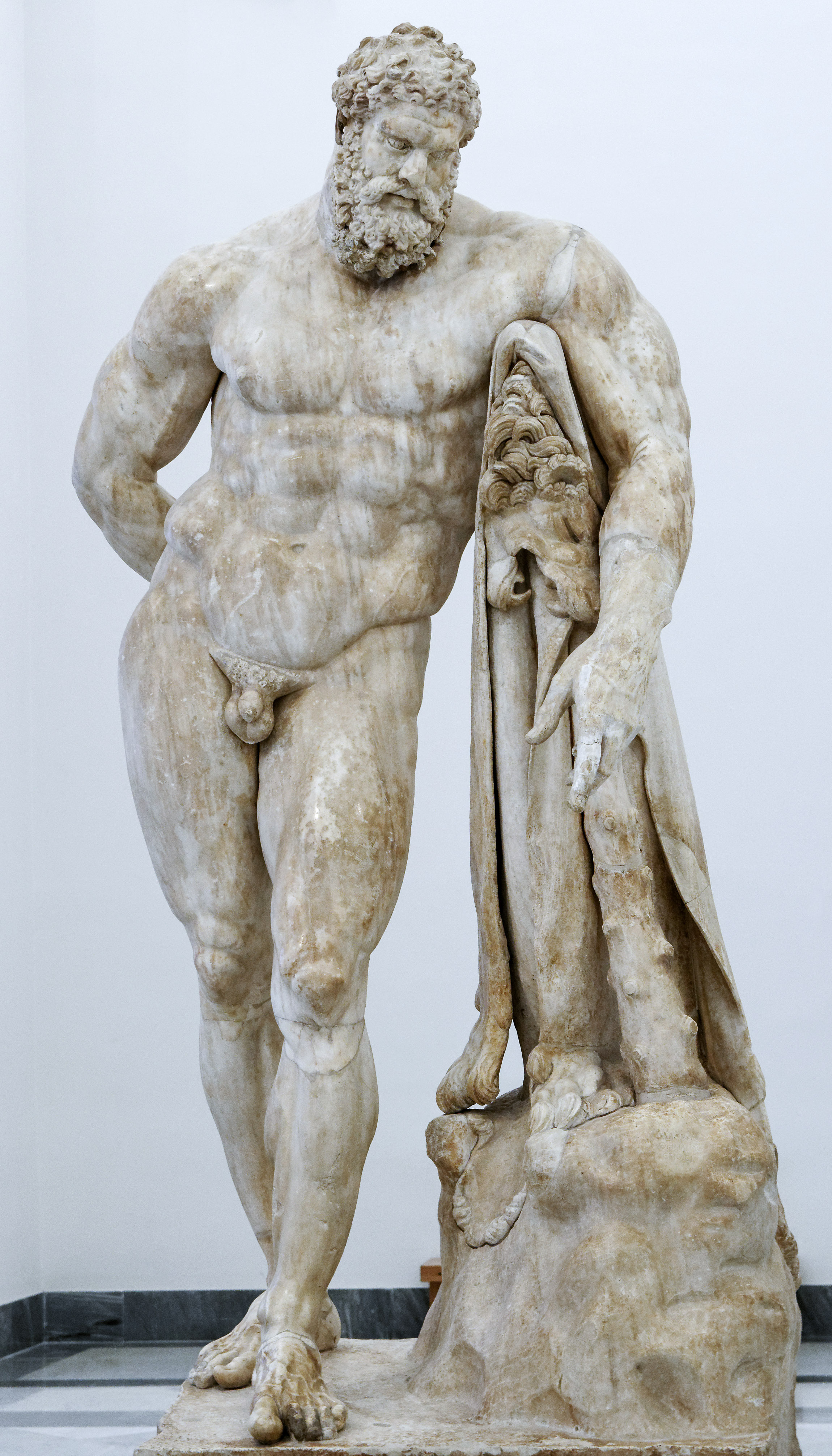
Hercule Farnèse, Musée Archéologique National, Naples.

À partir de 1540 environ, le palais, en tant que lieu de représentation de la famille Farnèse, est magnifiquement meublé avec une collection d'art sans pareille. Elle a été fondée par le pape Paul III, qui a obtenu des droits de fouilles pour constituer la collection d'antiquités sur le mont Palatin, le Capitole, le château Saint-Ange et les thermes de Caracalla ; de ces derniers proviennent les deux pièces les plus précieuses, le Taureau Farnèse et l'Hercule Farnèse. Les cardinaux Alexandre, son frère Ranuce et, au nouveau siècle, Édouard ont hérité de la passion du pape pour la collection et ont poursuivi l'idée de combiner la Rome antique avec la nouvelle Rome, sa puissance, son art et sa culture, atteignant ainsi la renommée avec un programme iconographique de la famille Farnèse. Ils ont été soutenus et conseillés dans l'élaboration du programme par des humanistes de renom tels que Onofrio Panvinio, Fulvio Orsini, Pirro Ligorio et Paul Jove. La collection a été continuellement complétée et élargie par des acquisitions, comme les collections Sassi et Cesarini, par des héritages, comme les collections de Marguerite de Parme et Fulvio Orsini, par des donations, comme la collection Cesi, ou par des appropriations et confiscations abusives, comme la partie de la collection Colonna,. Le pape Paul III, mais surtout Alexandre, son petit-fils, qui était connu comme un grand mécène, a chargé les artistes les plus importants de son temps tels que Michel-Ange, Raphaël, Sebastiano del Piombo, Le Corrège et, à partir de 1543, Titien de produire des peintures, des dessins et gravures. Parmi leurs héritiers Annibale Carracci, Giulio Clovio, ainsi que Le Greco, ont travaillé pour les Farnèse. De nombreux artistes avaient libre accès à la collection afin de l'utiliser comme source d'inspiration. Tapisseries, marbreries, pièces de monnaie, bijoux, orfèvrerie et ivoire complètent les précieuses collections du musée Farnèse. Ainsi, la famille a progressé pour devenir le plus grand collectionneur de Rome dans le Cinquecento et leur cour au centre de puissants et fiers princes de l'église avec un trésor d'art incommensurable.
Déjà au XVIe siècle, des index séculaires et des inventaires de la collection, en particulier des antiquités et des dessins, ont été établis à plusieurs reprises. Cependant, un inventaire complet de toutes les possessions Farnèse à Rome (le palais, la villa Farnesina, la villa Madame et les jardins Farnèse sur le Palatin) n'a été réalisé qu'en 1644, 18 ans après la mort d'Édouard, et a été envoyé à Parme en 1649.
Au XVIIe siècle, les Farnèse résidaient exclusivement dans leur résidence à Parme en tant que ducs de Parme et installèrent la majorité de la collection de peintures au palais ducal de Parme. En 1734, le fils de la dernière Farnèse Elisabeth, Charles III, devint roi de Naples. Lui et son fils Ferdinand ont progressivement transféré à la fois la collection de Parme et celle du palais Farnèse à Naples. Aujourd'hui, les sculptures antiques de la collection Farnèse se trouvent au musée archéologique national de Naples et les peintures les plus importantes de la collection se trouvent au musée de Capodimonte, également à Naples.

## Le palais dans les arts

### Opéra
Giacomo Puccini place le deuxième acte de Tosca (1900) au palais Farnèse, d'où le baron Scarpia, chef de la police, traque les révolutionnaires de la République romaine et où il recevra le « baiser de Tosca ».
En 1992, le palais sert de décor à l'adaptation de l'opéra Tosca, avec le chef d'orchestre Zubin Mehta, Catherine Malfitano dans le rôle de Tosca et Plácido Domingo dans le rôle de Mario Cavaradossi.

### Cinéma
En 2010, Nanni Moretti a tourné plusieurs scènes du film Habemus Papam dans les murs du palais.

### Architecture
Le palais a inspiré l'architecte allemand Leo von Klenze lorsqu'il a construit le palais Leuchtenberg à Munich.

### Littérature
Dans son roman Rome, Émile Zola donne une description très impressionnante du palais et de son état en 1894.